# Minnesota
Minnesota (también en español Minesota pronunciación local: /ˌmɪnəˈsoʊrə/) es uno de los cincuenta estados que, junto con Washington D. C., forman los Estados Unidos. Su capital es Saint Paul y su ciudad más poblada, Mineápolis. Está ubicado en la región Medio Oeste del país, división Centro Noroeste. Limita al norte con Canadá, al noreste con el lago Superior, al este con los ríos Misisipi y St. Croix —que forman la mayor parte de su frontera con Wisconsin—, al sur con Iowa, al suroeste con Dakota del Sur y al noroeste con Dakota del Norte. Fue admitido en la Unión el 11 de mayo de 1858, como el estado número 32.
El actual estado de Minnesota fue constituido a partir de la mitad oriental del Territorio de Minnesota. Su población, de más de cinco millones de habitantes, desciende fundamentalmente de emigrantes de Europa Occidental. Las minorías étnicas principales son los afroestadounidenses, los asiáticos, los hispanos, los nativos norteamericanos descendientes de los habitantes originales, y las recientes comunidades de inmigrantes somalíes y hmong.
Poco más de la mitad de su población se concentra en el área metropolitana de las Ciudades Gemelas (EN: Twin Cities), Mineápolis y St. Paul, que son el centro estatal de transportes, negocios e industrias, y hogar de una comunidad artística internacionalmente reconocida. El resto del estado, conocido como Gran Minnesota (Greater Minnesota), consiste en vastas praderas dedicadas a la agricultura intensiva al oeste, bosques caducifolios al este, y el menos poblado bosque boreal al norte. El estado es conocido también por su apodo, la «Tierra de los 10 000 lagos». Tales lagos, junto con los demás cursos de agua y sus numerosos parques y bosques nacionales ofrecen a los residentes y los turistas un vigoroso estilo de vida al aire libre.
Su clima extremo contrasta con la moderación de sus habitantes. El estado es conocido por su política de moderada a progresista, por sus políticas sociales y por su alta participación cívica en temas políticos. Figura entre los estados más sanos, y cuenta con una de las poblaciones más educadas y alfabetizadas.

## Etimología
La palabra Minnesota proviene del dakota para el río Minnesota, Mnisota o Mnišota. Mni (en ocasiones mini o minne) puede traducirse por 'agua', y sota por 'lechoso, nebuloso' (con la variante šota 'embarrado'). De hecho, Mnisota se puede traducir como 'agua teñida de cielo' y Mnišota por 'agua enturbiada de algo'. Los nativos americanos explicaron el origen del nombre a los primeros colonos derramando leche en agua y llamándola mnisota. Muchos lugares del estado contienen la palabra "minn" para agua, como Minnehaha Falls ("Cascada"), Minneiska ("Agua blanca"), Minnetonka, ("Agua grande"), Minnetrista ("Agua tuerta"), y Mineápolis, que es una combinación de mni y la palabra griega polis ("ciudad").

## Historia

### Hasta 1858

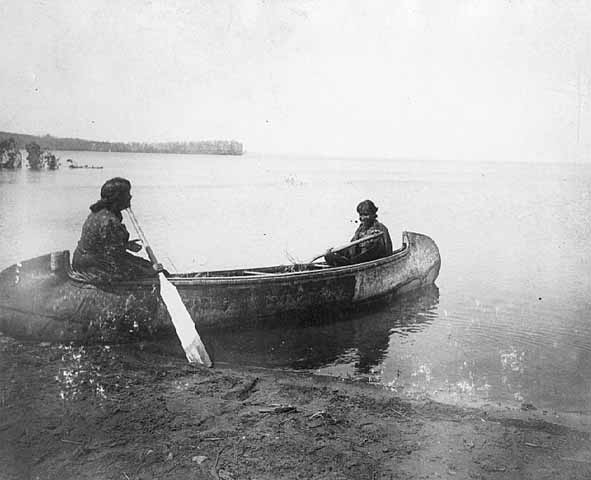
Mujeres chippewa en una canoa, en el lago Leech.

Los primeros exploradores europeos en la región fueron los franceses Pierre Esprit Radisson y Médard Chouart des Groseilliers, en 1660. Por aquel entonces, la habitan los nativos americanos sioux. Una segunda tribu, los chippewa, se instalarían allí a mediados de la década de 1750. Los chippewa y los sioux inmediatamente se harían enemigos.
En 1679, el francés Daniel Greysolon, en búsqueda de una ruta terrestre hacia la costa del océano Pacífico, pasó por la región. Greysolon llegó por el lago Superior, exploró el interior y la anexionó a la Corona francesa. Un año después, el belga Louis Hennepin y sus dos compañeros de exploración fueron capturados por los sioux, en el actual Illinois. Los nativos americanos se los llevaron al actual Minnesota. Hennepin fue así el primera europeo en visitar el emplazamiento actual de Mineápolis. Tras enterarse de que los sioux habían capturado a tres blancos desconocidos, Greysolon organizó una misión de búsqueda y rescate. En 1769, tras encontrar a los sioux, exigió exitosamente su liberación.
Los franceses controlaron la región durante cerca de un siglo. Entonces, esta pertenecía a la provincia colonial de Luisiana, parte de Nueva Francia. En 1762, los franceses cedieron a los españoles todos los territorios de Luisiana situados oeste del río Misisipi, lo que incluía toda la región sur del actual Minnesota. Un año después, en 1763, terminaría la Guerra Franco-Indígena, entre estos y los británicos, que resultaría en derrota francesa. Bajo los términos del Tratado de París, estos cedían todas las tierras de Nueva Francia situadas al este del Misisipi a los británicos, lo que incluía la región que actualmente constituye el norte de Minnesota. La North West Company, una empresa británica, rápidamente fundó diversos puestos comerciales, incluso en la porción controlada por los españoles. Estos no tenían interés por la región sur, dada su aislada localización, distante de los principales centros coloniales de España en América del Norte.
En 1783, después del fin de la Guerra de Independencia de los Estados Unidos, los británicos cedieron todas sus tierras al sur de los Grandes Lagos y al este del Misisipi a los Estados Unidos. La región del actual norte de Minnesota pasó inmediatamente a formar parte del Territorio del Noroeste. Sin embargo, los británicos continuaron con el comercio de pieles en la región, hasta el fin de la Guerra de 1812. Mientras, en 1800, los españoles habían cedido a los franceses Luisiana. En 1803, Napoleón Bonaparte vendió Luisiana a los Estados Unidos, y así, toda la región pasó a control estadounidense. Dos años después de la compraventa, Zebulon Pike fue enviado por el gobierno de Estados Unidos, para explorar la región.
Los estadounidenses fundaron un fuerte temporal en 1819. Un año después, iniciaron la construcción del primer asentamiento permanente, próximo a la confluencia entre los ríos Misisipi y Minnesota. Fue inaugurado en 1825, con el nombre de Fort Snelling (Fort St. Anthony). Este asentamiento inmediatamente se convirtió en el principal centro industrial y comercial de la región, además de realizar servicios militares en la región.
Fort Snelling también sirvió de punto de partida para los exploradores que querían explorar las partes inexploradas de la región. Uno de estos exploradores, Henry R. Schoolcraft, descubrió el lago Itasca, el nacimiento del río Misisipi. Los estadounidenses comenzaron a talar los bosques durante el final de la década de 1830, y la industria maderera rápidamente se convirtió en la principal fuente de ingresos de la región. En la década de 1830 comenzaron los primeros cultivos, en la región de las Llanuras Young Drift del este y del centro-sur del actual Minnesota. Rápidamente, se advirtió que el suelo de esta región era extremadamente fértil, lo que pasó a atraer más personas a la región.
En 1837, los sioux y los chippewa vendieron sus tierras en torno al río St. Croix a los estadounidenses. En 1851, unos granjeros fundan St. Paul, y se convirtió en la primera ciudad, cuando fue incorporada en 1854.

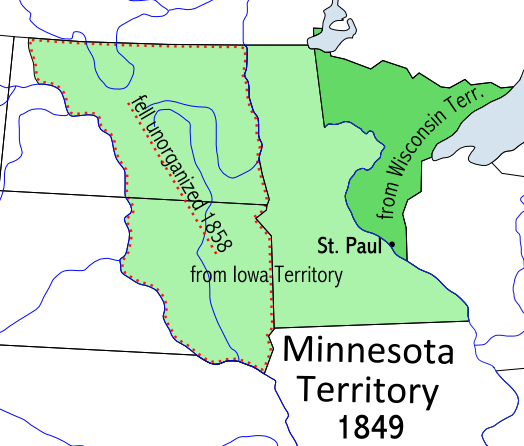
Mapa del Territorio de Minnesota (1849-1858).

Entre 1783 y 1849, Minnesota formó parte de diversos territorios: de Luisiana, el Territorio del Noroeste, el Territorio de Illinois, el Territorio de Míchigan y del Territorio de Wisconsin. Este último territorio englobaba todo el actual Minnesota, así como los actuales Estados de Iowa y Wisconsin. Cuando Iowa y Wisconsin accedieron a la categoría de Estados, el Congreso de los Estados Unidos, el 3 de marzo de 1849, crea el Territorio de Minnesota, que ocupaba lo restante del ex-territorio de Wisconsin.
La frontera norte, este y sur del nuevo Territorio de Minnesota eran las mismas de la actualidad. Su frontera oeste, en cambio, se extendía hasta los ríos Misuri y White Earth, englobando mucho de los actuales Estados de Dakota del Norte y Dakota del Sur. Por aquel entonces, vivían en la región cerca de cuatro mil habitantes estadounidenses de ascendencia europea. Después de convertirse en territorio, la población creció rápidamente. Muchos de los nuevos colonos se instalaron en la región de las Llanuras de Young Drift, en el oeste y en el centro-sur. En 1851, los sioux, que vivían en el sur fueron forzados por el gobierno estadounidense a ceder todas sus tierras.
El fuerte crecimiento demográfico —concentrado principalmente en la parte este del territorio— hizo que la porción oriental del Territorio de Minnesota fuera elevada a la categoría de Estado el 11 de mayo de 1858, pasando a ser el 32° Estado de los Estados Unidos. Entonces, poseía más de 150.000 habitantes, y sus límites territoriales ya eran los actuales. La porción occidental se transformaría en 1861 en el Territorio de Dakota.

### 1858 - Actualidad
Tres años después de la admisión de Minnesota a la Unión como el 32° estado estadounidense, estalló la guerra civil estadounidense, en 1861, contra once estados del Sur de Estados Unidos, que se habían separado del país y formado los Estados Confederados de América. Fue el primer estado en ofrecer tropas a la Unión para la lucha contra los confederados.
En agosto de 1862, mientras ocurrían relativamente lejos del Estado las principales batallas y conflictos de la Guerra Civil, los sioux realizaron un gran ataque contra las comunidades habitadas por estadounidenses de ascendencia europea. En este ataque, los sioux mataron a más de 500 personas, y destruyeron varias comunidades y plantaciones. Las milicias de Minnesota y las tropas estadounidenses derrotaron finalmente a los sioux.
Tras el fin de la guerra civil, Minnesota pasó por un periodo de gran crecimiento y prosperidad económica. Se construyeron grandes cantidades de molinos para procesar el trigo cultivado en la región, se construyeron fábricas en Mineapolis, y las vías férreas pasaron a conectar Minnesota con el resto del país. Además de esto, el gobierno del estado, junto con las empresas ferroviarias, estaba interesado en atraer más personas a la región. El gobierno local y las compañías ferroviarias distribuyeron grandes cantidades de panfletos en Europa —especialmente en la recién unida Alemania y en Escandinavia. Grandes cantidades de inmigrantes europeos —en su mayoría alemanes, y en menor escala, noruegos, suecos e irlandeses— se instalaron en el Estado, entre las décadas de 1870 y 1890.
A comienzos de la década de 1880, se descubrieron grandes yacimientos de hierro. Serían descubiertas varias más en 1890, e incluso más posteriormente, a finales de la década de 1910. La minería del hierro se convirtió rápidamente en una de las principales fuentes de ingresos del estado.

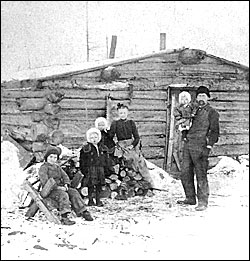
Familia de Minnesota, en 1890.

En 1889, William W. Mayo y sus dos hijos fundaron una clínica médica, la Clínica Mayo (Mayo Clinic), en Rochester. La clínica se hizo muy conocida en el Estado, y finalmente la familia Mayo convertiría lo que inicialmente era una pequeña clínica en un centro hospitalario. Actualmente, la Clínica Mayo es uno de los centros de investigación médica más prestigiosos del mundo.
En 1894, se desató un gran incendio en los bosques, el conocido como Great Hinkley Fire. El incendio se extendió sobre cerca de mil kilómetros cuadrados de bosques, causando la muerte de aproximadamente 400 personas y cerca de un millón de dólares en daños y perjuicios. Posteriormente, en 1918, tendría lugar otro gran incendio, cobrándose de nuevo la vida de cerca de 400 personas, y esta vez, causando más de 25 millones de dólares en daños y perjuicios.
El periodo de gran prosperidad y crecimiento económico se extendería hasta mediados de la década de 1920. Sin embargo, esta prosperidad, en su mayor parte, sólo la disfrutaban las compañías ferroviarias (que cobraban mucho por el transporte de los productos producidos en Minnesota hacia otras regiones del país), y los establecimientos bancarios y políticos. Durante las décadas de 1890 y 1900, grandes cantidades de granjeros, mineros y trabajadores industriales se unieron en sindicatos y cooperativas. Después de la Primera Guerra Mundial —que aumentó significativamente la venta del mineral de hierro y productos agropecuarios, y estimuló la industrialización del estado— estos grupos se unirían entre sí para formar el Partido Agrario-Laborista, que apoyaba a los pequeños agricultores y a los trabajadores industriales. El primer político de este partido en hacerse gobernador, Floyd B. Olson, fue elegido Gobernador del Estado en 1931.
Minnesota pasó a padecer las primeras señales de recesión económica durante la década de 1920, a causa de los bajos precios y la baja demanda de los productos agropecuarios y el mineral de hierro que producía. Muchas granjas se endeudaron gravemente. Esta recesión se agravó más profundamente con la Gran Depresión de la década de 1930, cuando la demanda nacional de las dos de las principales fuentes de ingresos del Estado —el trigo y el mineral de hierro— habían caído drásticamente en todo el país. Grandes cantidades de trabajadores perdieron sus empleos. Cerca de un 70% de los trabajadores que trabajaban en la minería de hierro, por ejemplo, fueron despedidos. Muchos granjeros, que se tenían que enfrentar al endeudamiento, los bajos precios, sequías y plagas de saltamontes, estuvieron obligados a abandonar sus granjas y mudarse a las ciudades.
El gobierno local y el de los Estados Unidos realizaron diversos programas de asistencia socioeconómica y de construcciones públicas, en un intento de minimizar los efectos de la Depresión en el estado. Mientras tanto, las compañías mineras del hierro comenzaron a extraer principalmente taconita, un tipo de hierro más barato y de menor calidad, que actualmente constituye cerca de un 30% del hierro producido en Minnesota. Los efectos de la Depresión llegarían a su fin con la entrada del país en la Segunda Guerra Mundial, que creó demanda para el trigo y el hierro producido en el Estado. Otro resultado de la guerra fue el inicio la aceleración de la industrialización.
Después de la guerra, la industria manufacturera había superado a la minería del hierro y al cultivo de trigo como la principal fuente de ingresos del Estado. La minería del hierro, por su parte, había caído drásticamente después de la guerra, debido al desplome de la demanda nacional, y su importancia económica disminuyó notablemente. Para estimular la industria minera en el estado, Minnesota decidió proporcionar premios fiscales a sus mineros y siderúrgicas, en 1964, y estimulando la construcción de minas e industrias siderúrgicas en el Estado. Uno de los principales problemas causados por la industria de la minería de hierro fue la contaminación del medio hídrico, por los residuos generados por tales minas. En 1978, la Corte Suprema del estado ordenó a una compañía minera de Silver Bay que parara de emitir sus desechos al lago Superior. La compañía fue obligada a construir un vertedero especial, inaugurado en 1980. Durante las décadas de 1980 y 1990, otras compañías industriales, presionadas por grupos ecologistas y por el gobierno del Estado, hicieron lo mismo.
Mientras tanto, debido a la rápida industrialización y a la modernización de la industria agropecuaria —que causó un éxodo de las áreas rurales a las ciudades— a mediados de la década de 1950 la mayoría de la población del Estado ya vivía en áreas urbanas. La economía se diversificó, y sectores tales como la prestación de servicios financieros e inmobiliarios y el turismo pasaron a tener un creciente importancia en la economía del Estado. Este proceso continúa.

## Geografía

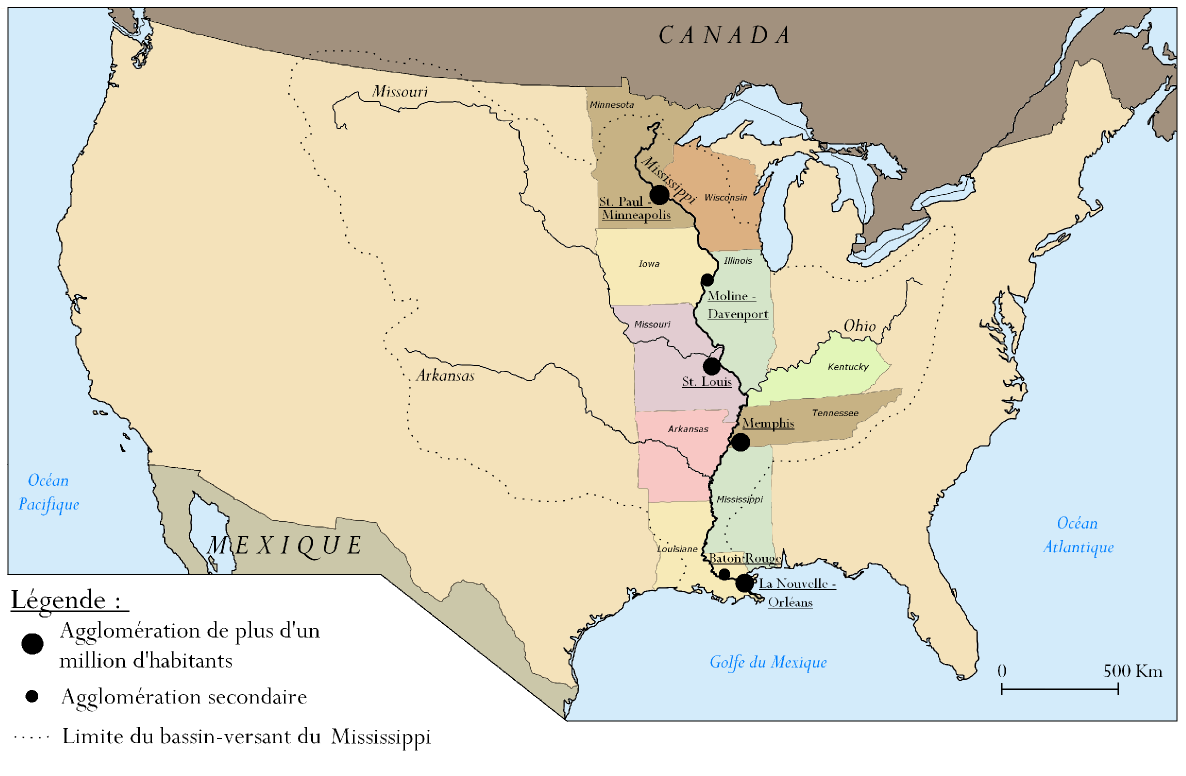
El río Misisipi nace en este estado, y forma además su frontera suroriental, con Wisconsin

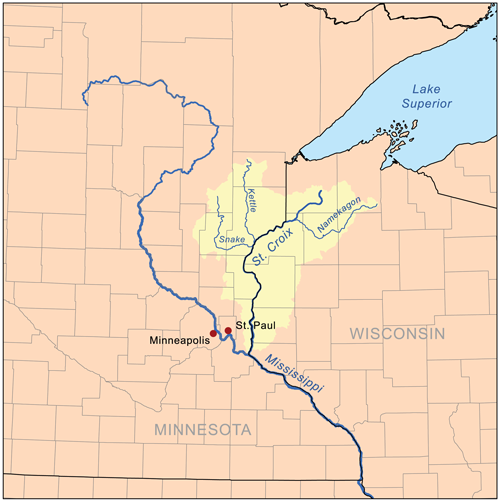
El río St. Croix —afluente del Misisipi— también delimita parte de su frontera este con Wisconsin

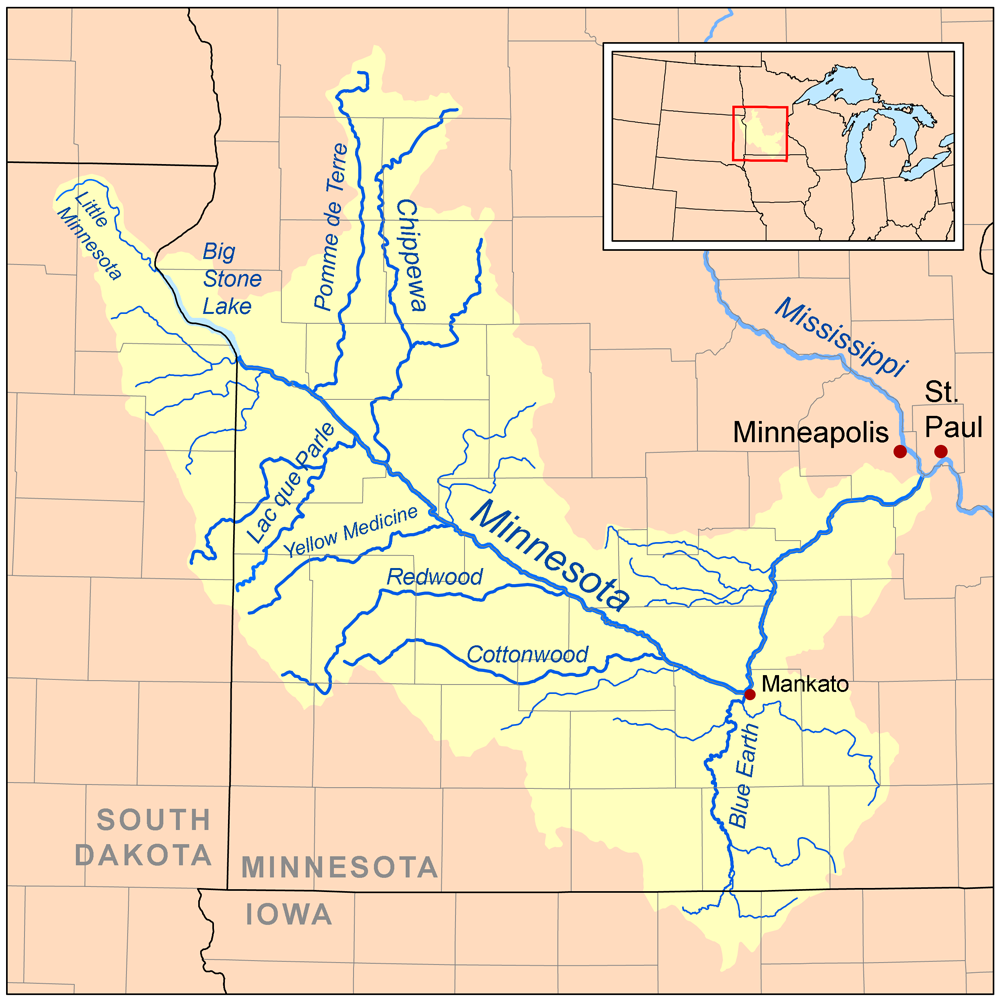
La cuenca del Minnesota ocupa gran parte de la mitad sur del estado

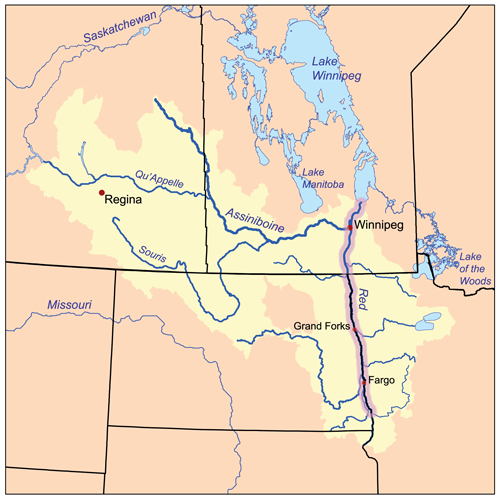
El río Rojo del Norte marca la mitad norte de su frontera oeste, con Dakota del Norte

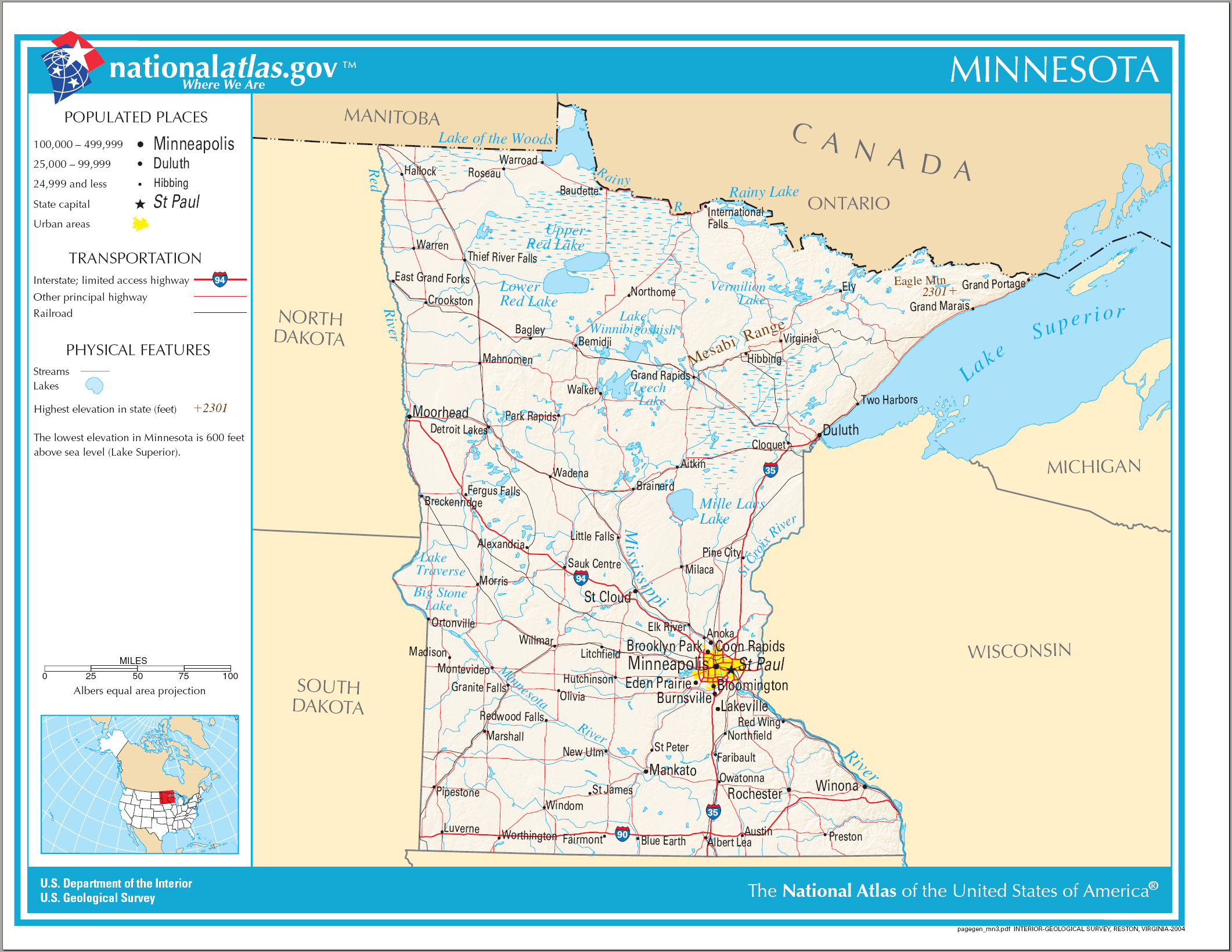
Mapa de Minnesota, que muestra las carreteras y los cuerpos de agua más importantes

Minnesota es el estado más septentrional a excepción de Alaska; su Northwest Angle (Ángulo Noroeste) es la única parte de los 48 estados contiguos que se ubica al norte del Paralelo 49. Limita al norte con las provincias canadienses de Manitoba y Ontario, al este con Wisconsin y con el lago Superior, al sur con Iowa, y al oeste con Dakota del Norte y Dakota del Sur. Con sus 225.365 km², o lo que es lo mismo, el 2,25% de los Estados Unidos, Es el 12.º mayor estado (el segundo mayor entre los estados del Midwest). Pertenece a la subregión de Upper Midwest.

### Terreno
La mayor parte del terreno es relativamente plano y salpicado de lagos, habiendo sido erosionado por periodos glaciales durante la Edad de Hielo. La parte del extremo sureste del estado forma parte de la Driftless Area, que no fue cubierta por la reciente glaciación de Wisconsin. Aquí se encuentran el lago Pepin y los altos riscos del Misisipi. La parte nordeste del estado está en el Escudo Canadiense y está cubierto por accidentadas series de colinas, notablemente la Mesabi Range, rica en mena de hierro, las Sawtooth Mountains a lo largo del litoral del lago Superior, las Misquah Hills y las Laurentian Highlands.
Dos divisorias continentales se encuentran en la parte noroeste —la divisoria Laurentiana y la divisoria de San Lorenzo—, creando tres divisorias de aguas: la lluvia que cae en el estado puede ir a parar tanto al río Misisipi, que desemboca en el golfo de México, como al canal de San Lorenzo, en el océano Atlántico, o a la cuenca de la bahía de Hudson, en el océano Ártico.
La altitud media del estado es de 366 m. El punto más alto es Eagle Mountain, con 701 m, y el más bajo, 183 m, en la superficie del lago Superior. Es una de las regiones geológicamente más estables del país. Ha experimentado muy pocos terremotos a lo largo de su historia, la mayor parte de los cuales han sido de baja intensidad; el terremoto más fuerte del último siglo ocurrió cerca de Morris en 1975 y tuvo una intensidad de entre 4,6 y 4,8 en la escala de Richter.

### Regiones geográficas
Minnesota se divide en cuatro regiones geográficas:
- Las llanuras Dissected Till ocupan una pequeña área localizada en el extremo suroeste. Se caracterizan por la presencia de grandes cantidades de sedimentos de origen glaciar, dejados por antiguos glaciares. También se caracterizan por su terreno relativamente plano y por su suelo muy fértil. Este último se erosiona muy fácilmente, haciendo que los ríos presentes en la región excaven valles muy profundos.
- Las llanuras Young Drift comprenden una larga franja de tierra que se extiende del noroeste a la región centro-oeste del Estado, y de ahí, al centro-sur. Se caracteriza principalmente por su terreno poco accidentado, marcado por la presencia de montes achatados de baja elevación. Los glaciares dejaron grandes cantidades de sedimentos en la región, aunque en menor cantidad que en las Llanuras Dissected Till. Su suelo es fértil, y la mayor parte de la región se utiliza para la práctica de la agropecuaria.
- La Driftless Area se localiza en el extremo sudeste. Al contrario de las dos llanuras mencionadas arriba, la Driftless Area no fue afectada por las glaciaciones que ocurrieron hace más de diez mil años en América del Norte. Posee un terreno muy accidentado, con altas montañas y valles profundos.
- La meseta Superior se localiza en la región central y en el nordeste. Se considera parte del Escudo Canadiense, una región caracterizada por su terreno accidentado y rocoso. La mayor parte de la región está cubierta por bosques, que se localizan en su mayor parte en esta región del Estado. Aquí se localizan tanto el punto más alto como el más bajo.

### Fauna y flora

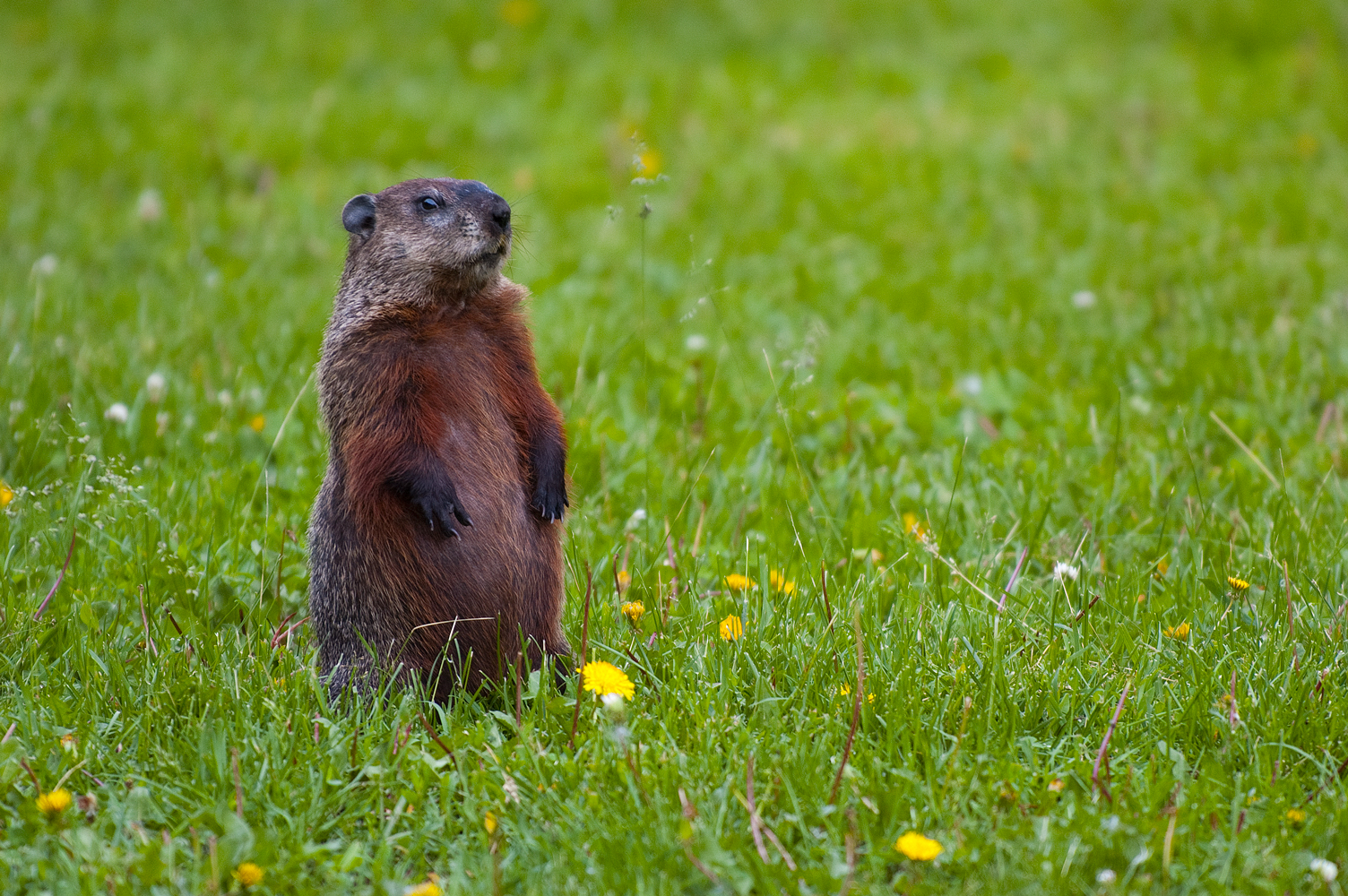
Una marmota en Mineapolis, en la rivera del río Misisipi.

Tres de los grandes biomas de Norteamérica convergen en Minnesota: las Grandes Llanuras del oeste, el bosque caducifolio Oriental, y el bosque boreal septentrional del Escudo Canadiense.
Mientras que la pérdida del hábitat ha creado problemas a los animales nativos como la marta, el ciervo, el reno y el lince rojo, el estado contiene la mayor población de la nación de lobos grises si no contamos a Alaska y alberga poblaciones considerables de alces y ciervos de cola blanca.
Localizado en la ruta migratoria del Misisipi (Mississippi Flyway), el estado cuenta con poblaciones de aves acuáticas migratorias como ocas y patos, así como pájaros de caza como urogallos, faisanes, common y pavos. Los lagos están llenos de peces como walleyes, percas, lucios y lucios norteamericanos. Los riachuelos del sureste están poblados de truchas de arroyo, truchas comunes y truchas arco iris.

### Clima

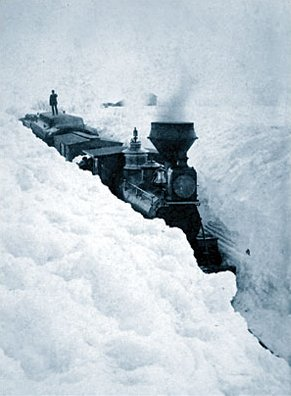
Tren inmovilizado por la nieve, 29 de marzo de 1881.

Minnesota posee un clima templado continental, con inviernos muy fríos y veranos cálidos, y relativamente inestable, donde las condiciones climáticas pueden cambiar repentinamente en un corto período. El clima es típico de su localización continental, de sus altas latitudes, y de su terreno poco accidentado, que permite el rápido movimiento de corrientes de aire venidas de cualquier dirección a lo largo del estado. En general, las temperaturas del estado aumentan a medida en que se viaja en dirección sur. Sin embargo, la mayor parte del nordeste del Estado posee temperaturas más bajas que el noroeste, a causa de su mayor altitud media. Por su parte, el litoral a lo largo del lago Superior tiene inviernos y veranos más suaves que las otras regiones del estado.
Es conocido nacionalmente por su invierno riguroso. La localidad de International Falls, localizado en el extremo norte del estado, registra las menores temperaturas de cualquier ciudad estadounidense localizada en los 48 estados contiguos. En invierno, la temperatura media del sur es de -11°C, mientras que la región norte tiene una temperatura media menor de -19 °C. La media de las mínimas en el sur es de -14 °C, y en el norte, de -21 °C. La media de las máximas es de -3 °C en el sur y de -8 °C en el norte. La menor temperatura registrada fue de -51 °C, en Tower, el 2 de febrero de 1996.
En verano, la temperatura media del sur es de 23 °C, y del norte, de 19 °C. La media de las mínimas es de 17 °C en el sur y de 9 °C en el norte. La media de las máximas es de 28 °C en el sur y de 26 °C en el norte. La temperatura más alta registrada fue de 46 °C, registrada en Beardsley, el 29 de julio de 1917, y en Moorhead, el 6 de julio de 1936.
La tasa de precipitación media anual de lluvia aumenta a medida en que se viaja en dirección al este. La región oeste recibe menos de 50 centímetros anuales de lluvia por año, mientras que la región este recibe más de 80 centímetros. La tasa de precipitación de nieve, por su parte, aumenta a medida en que se viaja en dirección al norte. El sur recibe cerca de 50 centímetros anuales de nieve por año, mientras que el norte recibe aproximadamente 180 centímetros anuales.

### Lagos y ríos

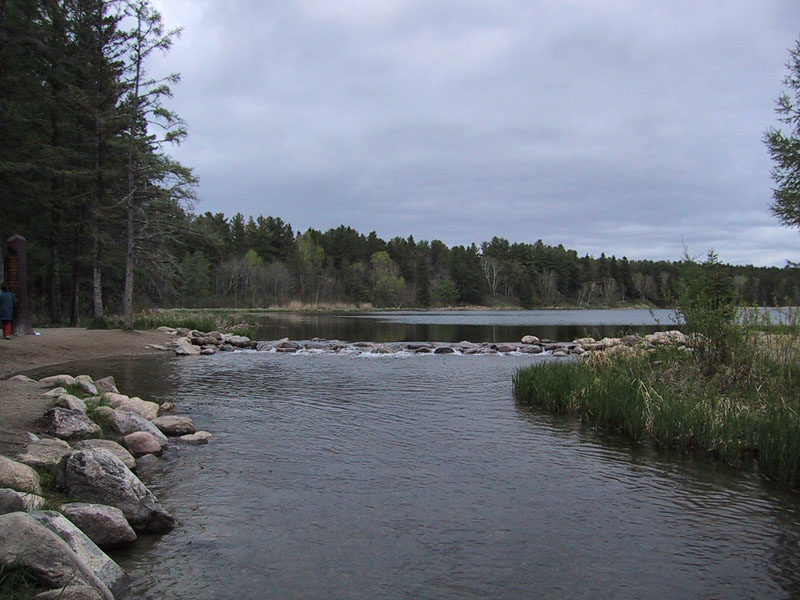
Vista del lago Itasca, el nacimiento del río Misisipi.

Es uno de los estados más cubiertos por cuerpos de agua de los Estados Unidos. Su apodo, La tierra de los 10.000 lagos, no es ninguna exageración: cuenta con 11.842 lagos de más de 10 acres (40.500 m²). El mayor lago es el lago Red, con sus 1.100 km². El porcentaje del área ocupada por agua del estado es de cerca del 5% de su superficie total. Si contamos la parte del lago Superior (el mayor y más profundo cuerpo de agua del estado) este porcentaje aumenta al 8,4%.
Tiene 6.564 ríos y riachuelos naturales, que suman una longitud total de 111.000 kilómetros. El río más largo de EE. UU. y el tercero mayor del mundo, el Misisipi, empieza su viaje de 6.270 km en el lago Itasca, en el norte. Se une al río Minnesota a la altura de Fort Snelling, y al sureste con muchos riachuelos de truchas. El río Rojo del Norte, en el lecho del glacial lago Agassiz, drena la parte noroccidental del estado hacia el norte, para desembocar en el lago Winnipeg, en Canadá.
La cuenca hidrográfica del Misisipi cubre cerca del 57% de la superficie del estado, seguida de la del río Rojo, con un 30%. Por su parte, los ríos que desembocan en el lago Superior, todos localizados en el extremo nordeste, cubren los 13% restantes del Estado.

### Áreas protegidas

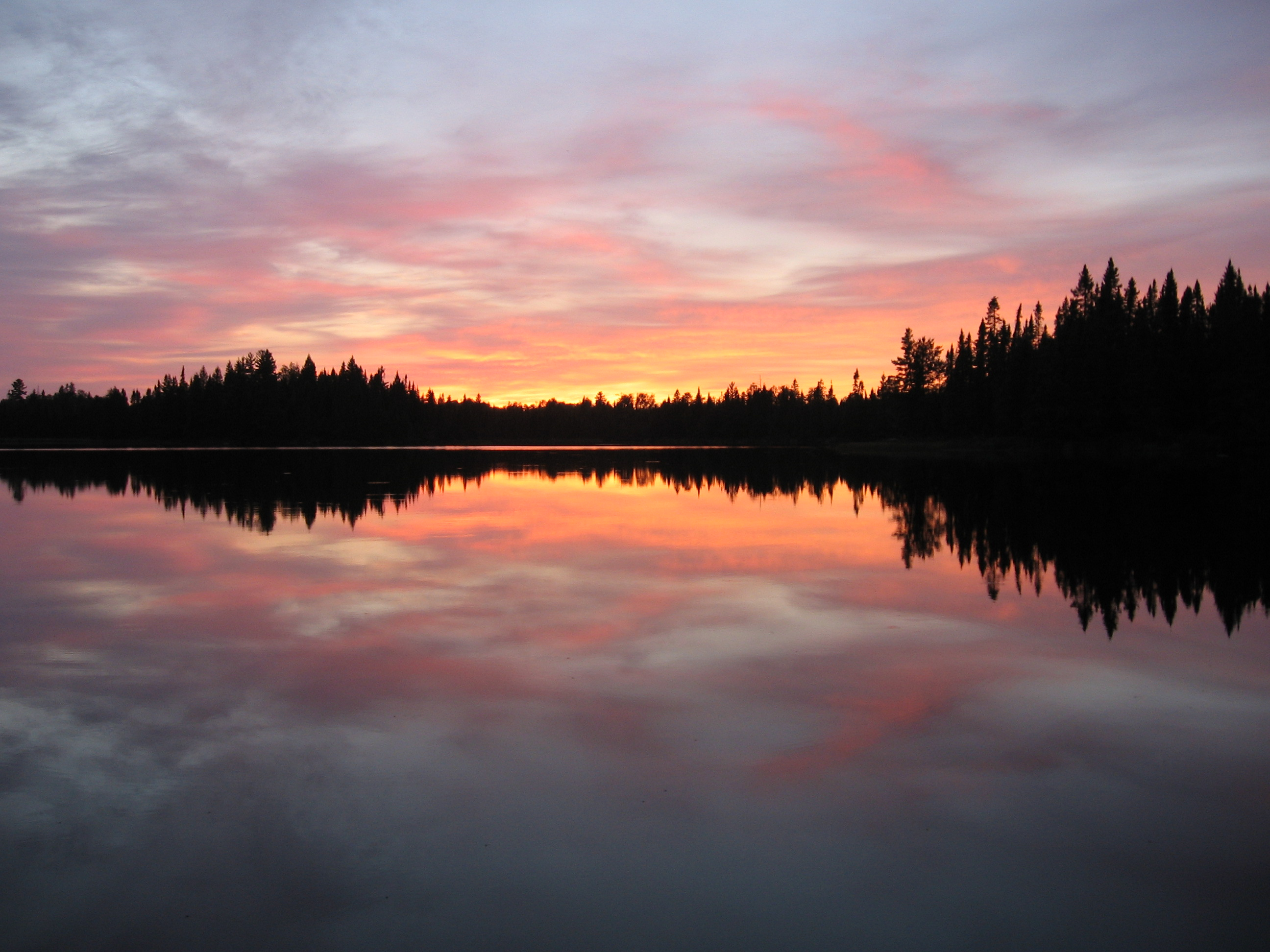
Lago Pose en el Boundary Waters Canoe Area Wilderness.

Minnesota alberga muchas zonas verdes. El estado tiene 71 parques estatales, 53 bosques estatales, dos bosques nacionales y muchas otras reservas y parques regionales. El Boundary Waters Canoe Area Wilderness se localiza en la frontera nordeste del estado, y el Itasca State Park, el nacimiento oficial del río Misisipi, se localiza en la sección noroeste del estado. El Departamento de Recursos Naturales de Minnesota es el encargado de gestionar los parques y bosques estatales.
Las áreas bajo gestión del Servicio de Parques Nacionales son:
- Grand Portage National Monument en Grand Portage
- Mississippi National River and Recreation Area, dentro de las Ciudades Gemelas
- North Country National Scenic Trail
- Pipestone National Monument en Pipestone
- Voyageurs National Park

## Red urbana

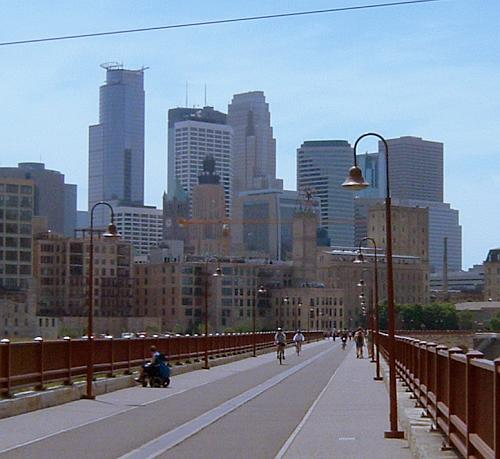
Mineapolis.

La capital es Saint Paul, localizada al centro-este del estado, a lo largo de la margen oriental del río Misisipi. Saint Paul limita al otro lado del río con la mayor y más poblada ciudad, Mineápolis. Ambas ciudades junto con sus suburbios comprenden el área metropolitana de las Ciudades Gemelas (Twin Cities), la 16.ª mayor área metropolitana de los Estados Unidos y alberga aproximadamente al 59 % de la población del estado a día 1 de abril de 2005. El resto del estado se conoce como Greater Minnesota (Gran Minnesota) o Outstate Minnesota.
Las ciudades con una población superior a 50 000 habitantes (en 2005) eran, en orden descendiente: Mineápolis, Saint Paul, Rochester, Duluth, Bloomington, Brooklyn Park, Plymouth, Eagan, St. Cloud, Coon Rapids, Burnsville, Eden Prairie, Maple Grove, Woodbury, Blaine, y Minnetonka. De estas, solamente Rochester, Duluth, y St. Cloud están fuera del área metropolitana de las Ciudades Gemelas.

## Demografía

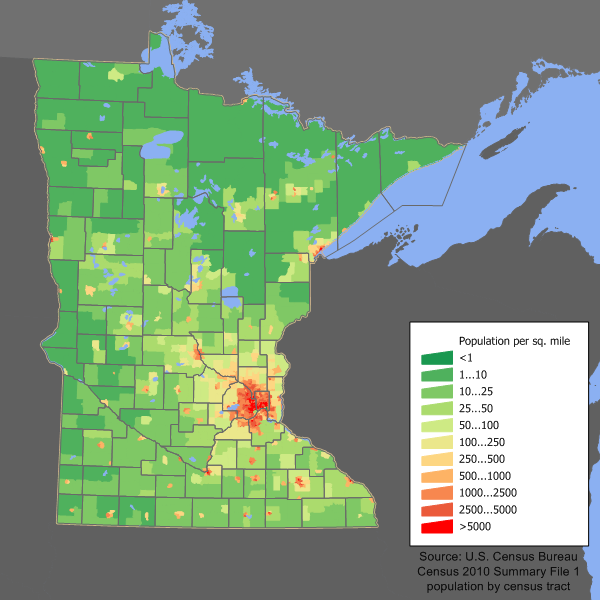
Densidad de población de Minnesota.

Según el censo de 2020, en ese momento el estado tenía una población de 5 706 494 habitantes.
| Raza                   | Porc. |
| ---------------------- | ----- |
| Blancos                | 77.5% |
| Afroamericanos         | 7.0%  |
| Amerindios             | 1.2%  |
| Asiáticos              | 5.2%  |
| Isleños del Pacífico   | 0.1%  |
| De otras razas         | 3.0%  |
| De una mezcla de razas | 6.1%  |

Del total de la población, el 6.1% eran hispanos o latinos de cualquier raza.

### Pirámide de edades
La distribución de la población por edades en 2023 era:
- +18: 4.396.457 (76,8 %)
- +45: 2.382.571 (41,6 %)
- +65: 962.143 (16,8 %)
- Media de edad (años) 38,6[23]

### Religión

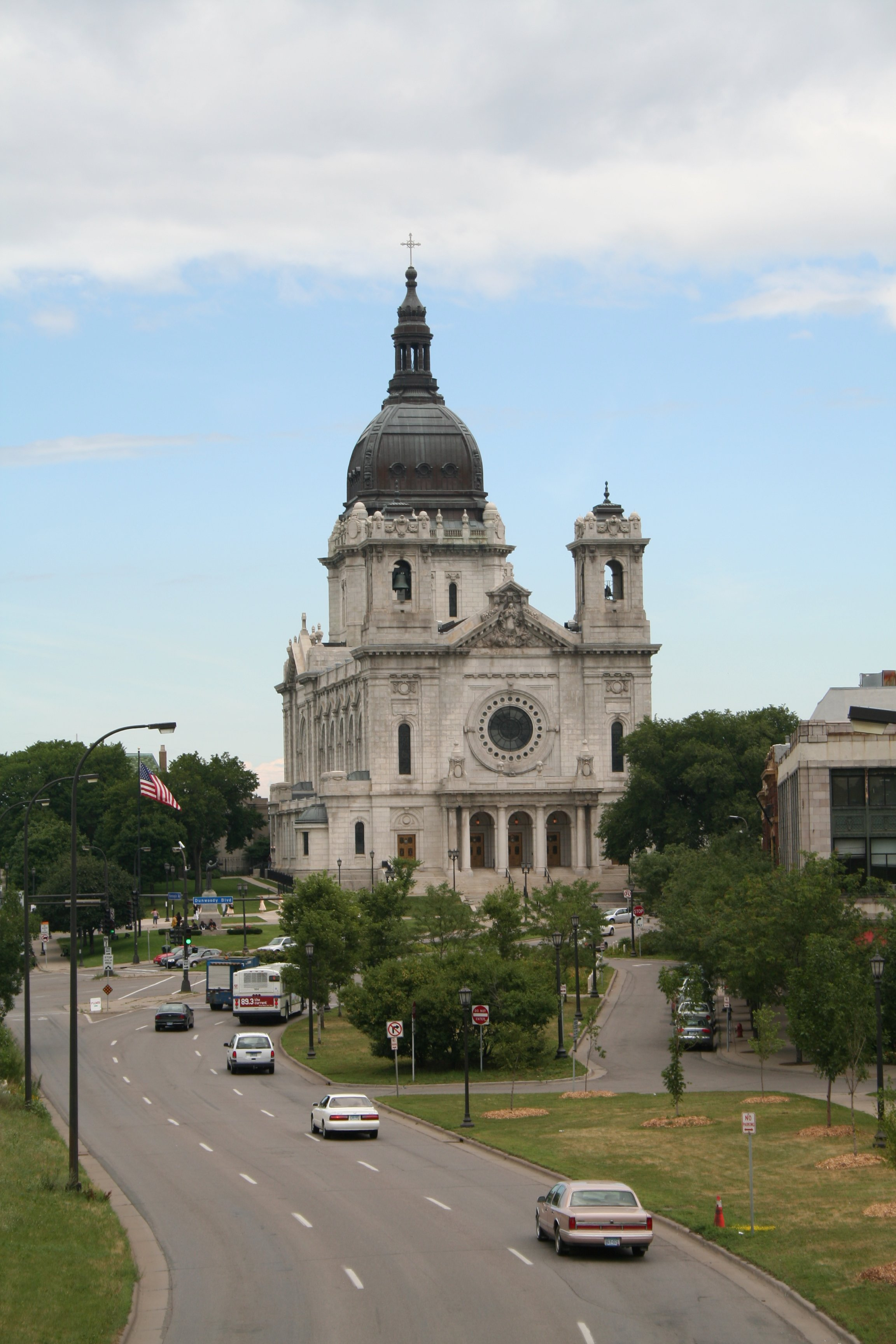
Basílica de Santa María, Mineápolis.

En 2024, alrededor del 63 % de la población se declara cristiana. Recientemente, los inmigrantes han formado considerables comunidades de musulmanes, budistas e hindúes.
Afiliaciones religiosas de la población (2019)[cita requerida]
- Católicos - 22 % - 1.244.072
- Protestantes - 52 % - 2.940.535
- Otras religiones - 5 % - 282.743
- Sin religión - 21 % - 1.187.523

## Economía

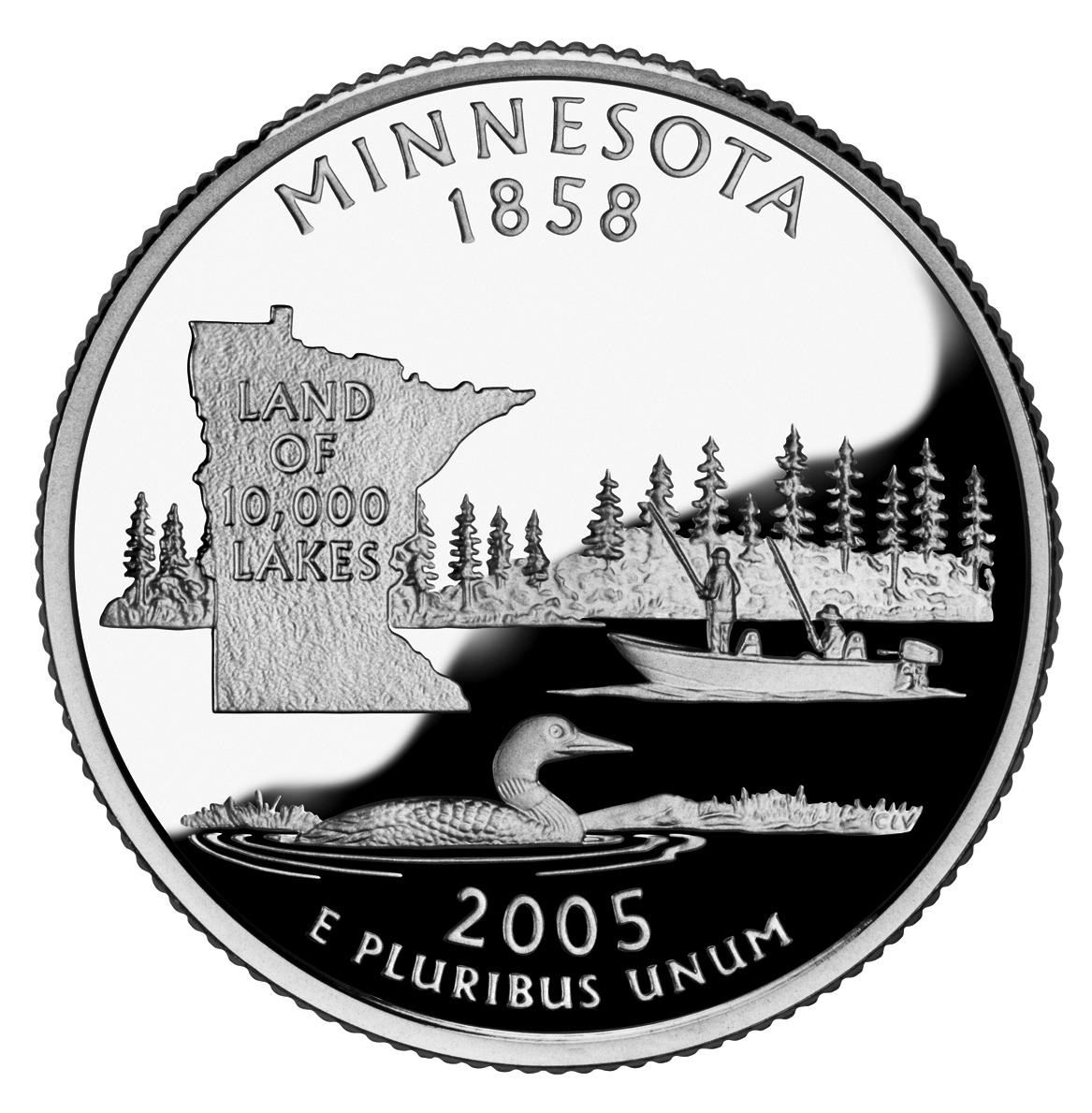
Cara de Minnesota de una moneda de 25 centavos de dólar.

La Oficina de Análisis Económico (Bureau of Economic Analysis, BEA) del Gobierno de Estados Unidos estimaba el producto interno bruto en 2005 en 233.300 millones de dólares. La renta per cápita era de 36.184 dólares en 2004, la 8.ª de la nación. Los ingresos medios por hogar eran de aproximadamente 48.000 dólares en 1999, también clasificados los octavos de la nación (Oficina del Censo de EE. UU.). La media de los ingresos domésticos medios por condado varía de 17.369 dólares en el Condado de Todd a 42.313 dólares en el Condado de Hennepin. En general, los salarios son más bajos en las áreas más rurales, especialmente en la parte noroccidental del estado.
Las ventas al detalle per cápita fueron de 10.260 dólares en 1997, superiores al promedio de EE. UU., 9.190 dólares. Roseville, un suburbio de las Ciudades Gemelas, tiene las ventas per cápita más altas del estado (14.870 dólares), si bien los ingresos totales son mucho más altos en Mineápolis, St. Paul, Bloomington, y Edina.

### Industria y comercio
La economía se ha transformado en los últimos 200 años, de una economía basada en las materias primas a una basada en los productos acabados y la prestación de servicios. Las primeras actividades económicas fueron el comercio de pieles y la agricultura. Esta última es todavía una parte importante de la economía estatal, aunque hoy sólo ocupa a un pequeño porcentaje de la población, alrededor de un 2%. Es un productor destacado dentro de EE. UU. en lo referente a la remolacha azucarera, la soja, y el maíz. La agroindustria del estado ha cambiado de la mera producción al procesamiento y manufactura de productos alimenticios. Las empresas líderes en el ramo son, entre otras, General Mills, Cargill (molienda), la Hormel Foods Corporation de Austin (productos cárnicos procesados), y la Schwan Food Company de Marshall (alimentos congelados).
La silvicultura, una de las primeras industrias en desarrollarse en el estado, permanece fuerte gracias a la tala, al procesamiento de la pulpa de celulosa, a la fabricación de productos forestales y a la producción de papel.
Era famosa por sus minas de hierro, que eran responsables de una parte significativa de la mena de hierro producida en el mundo durante más de un siglo. Aunque en la actualidad la mena pura se encuentra bastante reducida, permanece fuerte la minería de la taconita, que utiliza procesos desarrollados localmente para mantener activo el sector. La 3 M Co. (anteriormente Minnesota Mining and Manufacturing Co.), una empresa que tuvo sus orígenes en la minería, hoy es una diversificada fabricante de productos industriales y de consumo.

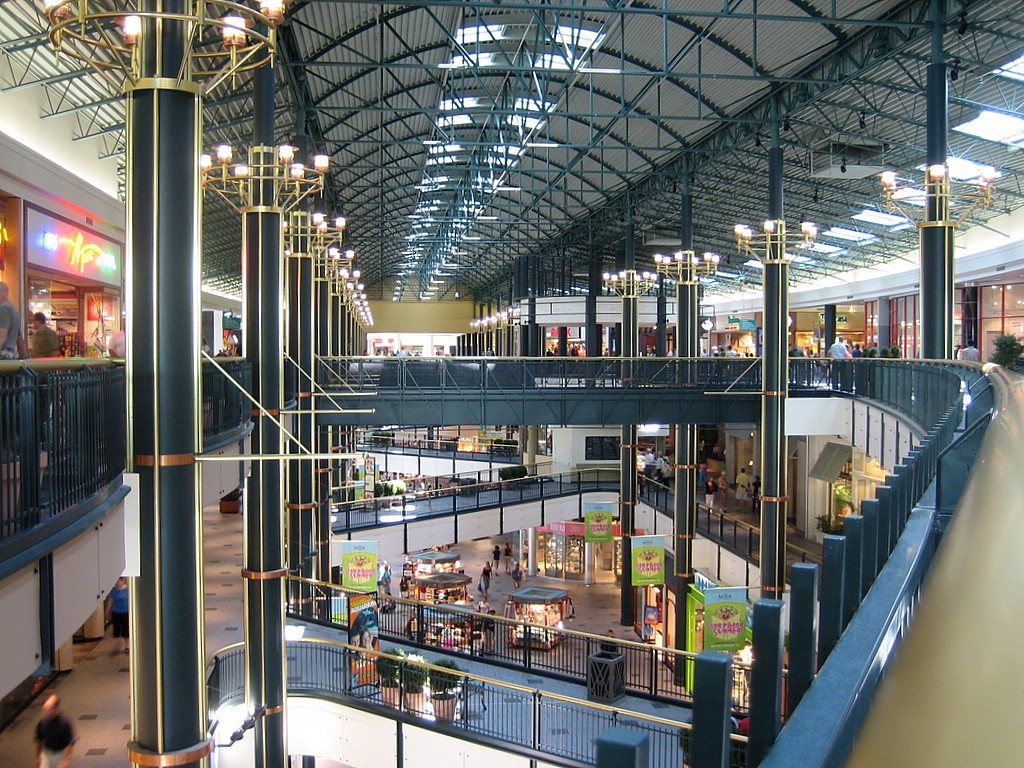
Interior del Mall of America.

Como cabría esperar en un estado volcado hacia las actividades al aire libre, existen diversas empresas que fabrican barcos y otros productos recreativos. Polaris Industries hace motos de nieve y otros vehículos recreativos de campo a través.
La venta al por menor está representada por la Target Corporation, Best Buy, y la International Dairy Queen, todas radicadas en las Ciudades Gemelas. El mayor centro comercial de Estados Unidos, el Mall of America, se localiza en Bloomington. Ecolab proporciona servicios y suministros de saneamiento.
Algunas instituciones financieras con sede en Minnesota son la U.S. Bancorp, el TCF Bank, y la Wells Fargo & Co.. Las compañías aseguradoras más importantes son la St. Paul Travelers y la Thrivent Financial for Lutherans.
El sector de la alta tecnología está representado por Honeywell, Cray Computers, Imation, y una sede de IBM en Rochester. Medtronic representa al creciente sector biomédico del estado, originado por la investigación universitaria. Rochester es la sede de la Clínica Mayo, una de las clínicas médicas más famosas del mundo.

### Uso y producción de energía

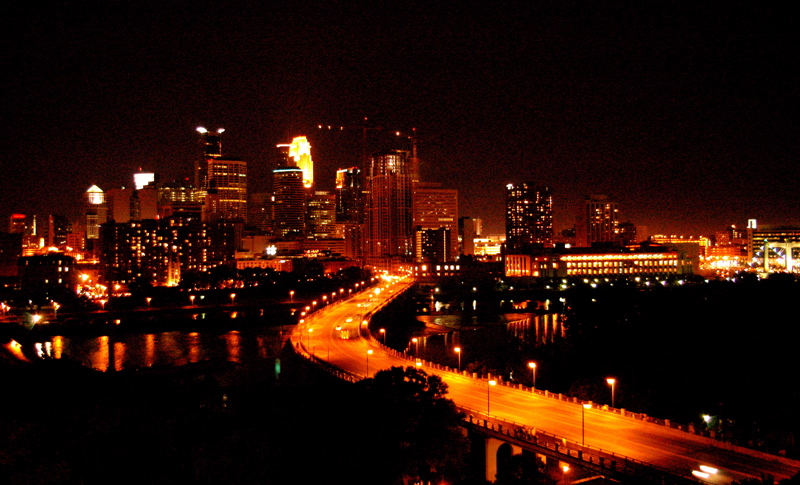
Iluminación nocturna de Mineápolis.

La electricidad producida en los aerogeneradores ha ganado cierta popularidad, especialmente en la región suroeste, más ventosa. En junio de 2006, el estado era el cuarto productor de energía eólica del país, con 744 MW instalados y un proyecto de un parque eólico adicional, que tendrá una potencia de 128 MW.
Como muchos estados del Midwest que soportan fríos inviernos, Minnesota depende fuertemente del gas natural para las calefacciones domésticas. Alrededor de dos tercios de los hogares usan dicho combustible. El estado no produce su propio petróleo, aunque dispone de la mayor refinería de petróleo de todos los estados no productores de petróleo, la Pine Bend Refinery. Uno de los oleoductos más largos del mundo, la Lakehead Pipeline, atraviesa por el norte del estado. La mayor parte del petróleo que usa el estado proviene de Canadá y del noroeste de los Estados Unidos.

### Impuestos estatales
Minnesota tiene tres tipos impositivos del impuesto sobre la renta, que van del 5,35% al 7,85%. El impuesto sobre las ventas es del 6,5% para la mayor parte de los artículos. El estado no grava dicho impuesto en la ropa, algunos servicios o la comida para el consumo doméstico. Sí grava la comida preparada, las golosinas y los refrescos. El estado también grava un impuesto de uso para los artículos comprados en otro lugar pero que se utilizan. Los propietarios de fincas pagan un impuesto sobre los bienes inmuebles a su condado, municipio, distrito escolar y distrito de impuestos. Son tres los factores que afectan a la cuantía de los impuestos: la cantidad que gastan los gobiernos locales para proporcionar servicios a la comunidad, el valor de mercado estimado de la propiedad y la clasificación de la propiedad.
Las empresas y los individuos de Minnesota pagaron un promedio de un 11,8% de su renta en impuestos locales y estatales en 1998 (Departamento de la Renta de Minnesota).

## Gobierno y administración

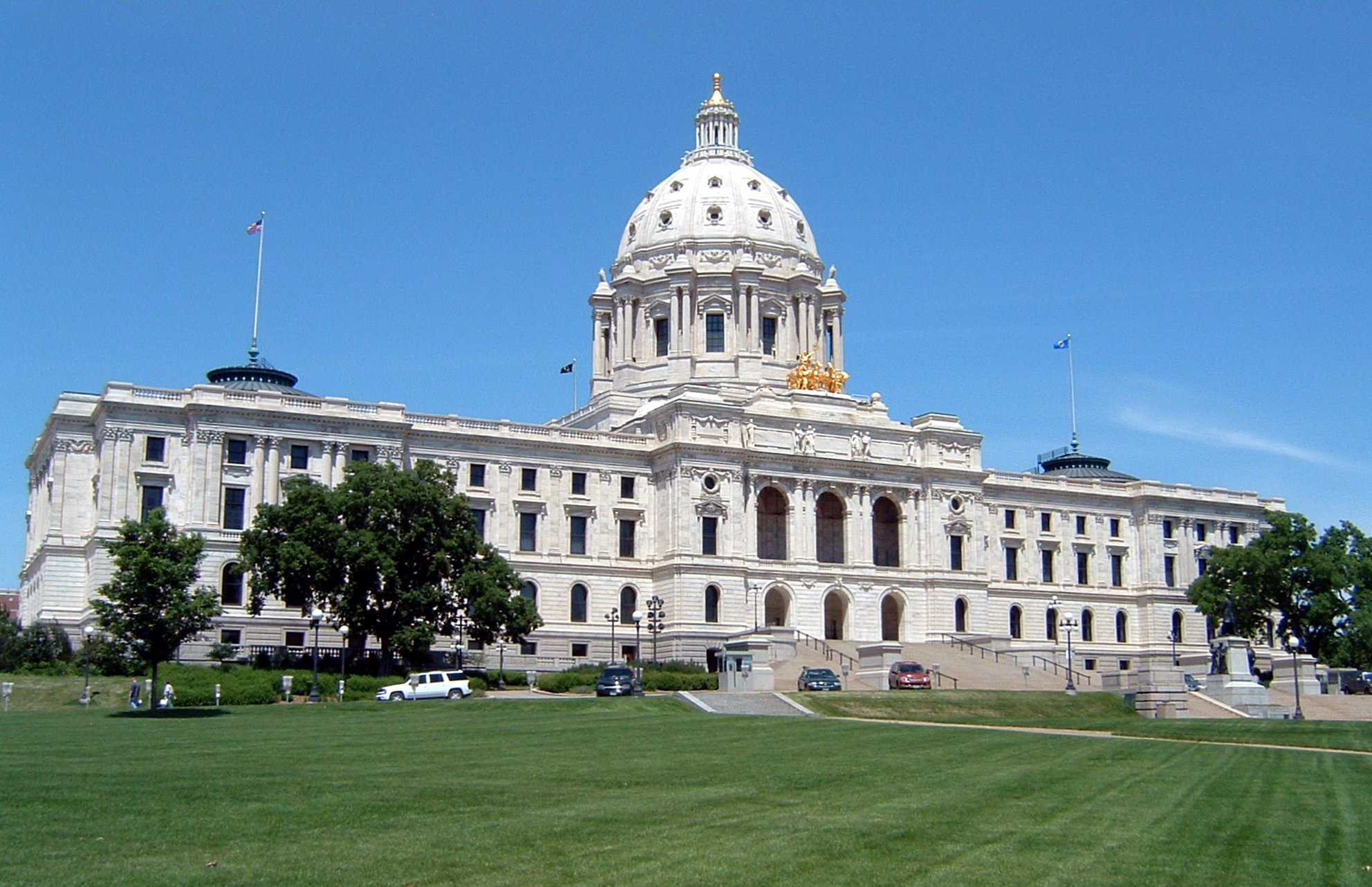
Vista del Capitolio de Minnesota, en Saint Paul.

La capital es Saint Paul, localizada al este del estado, contigua a Mineápolis. Desde el 6 de enero de 2011, el Gobernador es el demócrata Mark Dayton. La Teniente Gobernadora es Tina Smith, que también estuvo a la cabeza del Departamento de Transportes de Minnesota. Cuenta con 8 escaños en la Cámara de Representantes de los Estados Unidos.

### División de poderes
Como en el gobierno nacional de Estados Unidos, en Minnesota existe la división de poderes: ejecutivo, legislativo y judicial.
- El principal oficial del Poder Ejecutivo es el gobernador. Este es elegido por los electores del Estado para un mandato de hasta cuatro años de duración. No hay límite de veces en que una persona puede ejercer como gobernador.

- El Poder Legislativo está constituido por el Senado y por la Cámara de Representantes. El Senado posee un total de 67 miembros, y la Cámara de Representantes, 134. Está dividido en 67 distritos legislativos, tantos como miembros del Senado. Los electores de cada distrito eligen a un senador/representante, que representarán a dicho distrito en el Senado y en la Cámara de los Representantes. El mandato de los senadores es de cuatro años, y el de los representantes, de dos. No hay límite de veces en que una persona pueda ejercer como senador o representante.

- La corte más alta del Poder Judicial es la Corte Suprema de Minnesota, compuesta por siete jueces, uno de ellos elegido cada dos años para actuar como jefe de justicia. La segunda mayor corte judicial del estado es la Court of Appeals of Minnesota, instituida en 1982 y compuesta actualmente por 16 jueces. Todos estos jueces son elegidos por el electorado del estado para mandatos de hasta seis años de duración.

### Constitución
La actual Constitución de Minnesota fue adoptada en 1858. Las enmiendas a la Constitución son propuestas por el Poder Legislativo. Las enmiendas creadas por una de las cámaras del Poder Legislativo, para ser aprobada, necesita recibir al menos tres cuartos de los votos del Senado y de la Cámara de los Representantes del Estado, y después, dos tercios de los votos del electorado local, a través de un referéndum. Las enmiendas también pueden realizarse a través de convenciones constitucionales, que son encuentros políticos especiales. Las enmiendas realizadas de esta forma necesitan ser aprobadas por al menos un 51% de cada Cámara del Poder Legislativo, y después, por al menos un 60% de la población electoral del Estado, en un referéndum.

### División administrativa

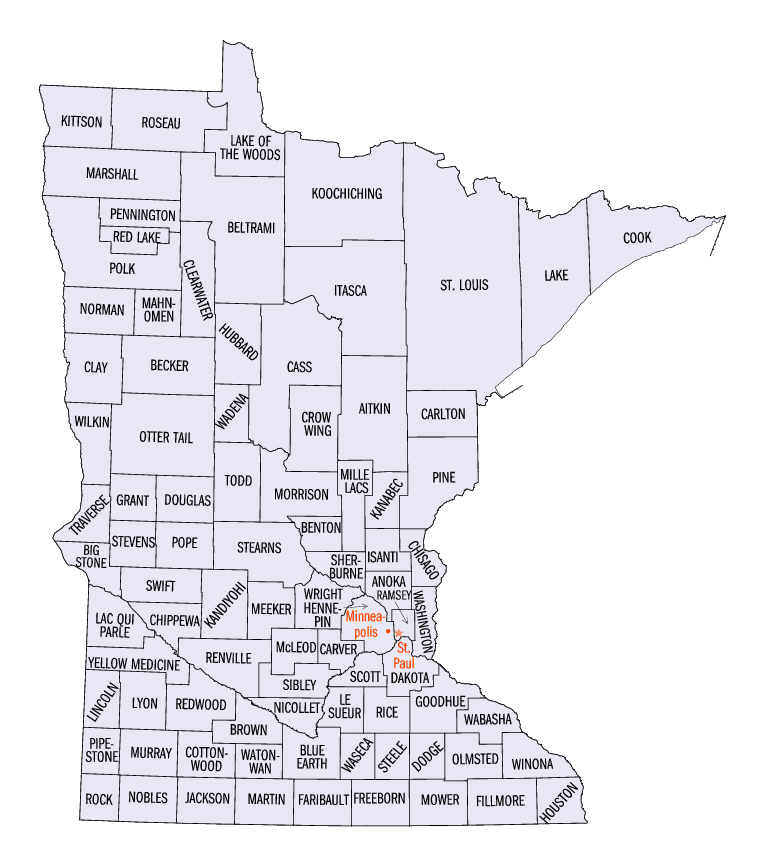
Condados de Minnesota.

Minnesota está dividido en 87 condados, todos gobernados por un consejo de comisarios, compuesto generalmente por cinco miembros. El estado cuenta con cerca de 850 ciudades. La mayoría de ellas está gobernada por un alcalde y un consejo municipal.

## Política
En sus inicios como estado, estuvo dominado políticamente por el Partido Republicano, tanto a nivel estatal como nacional. La mayoría de los senadores y representantes electos para el Legislativo eran republicanos, y lo mismo puede decirse de los senadores y representantes del Estado en el Congreso de Estados Unidos. Sin embargo, gradualmente, a partir de la década de 1930, los demócratas pasaron a ganar fuerza en la política del Estado. Desde la década de 1960, las elecciones a nivel regional, estatal y nacional han sido muy reñidas, entre los republicanos y los demócratas, y ambos partidos tienen mucha fuerza política en el Estado.
Su política es activa e inestable, siendo el populismo una fuerza tradicional entre todos los partidos del estado. La historia de su política registra curiosidades tales como Jesse Ventura, un luchador profesional que se convirtió en gobernador y R.T. Rybak, un manifestante que se convirtió en alcalde. Tiene un elevado porcentaje de asistencia a las urnas; el 77,2% del electorado del estado votó en las elecciones presidenciales de 2004, el porcentaje más alto de Estados Unidos. El conservadurismo político está menos relacionado con la religiosidad de la población del estado, en comparación a otros estados estadounidenses.
Durante la segunda mitad del siglo XX el voto se ha inclinado más hacia el demócrata, aunque ahora es visto como un "swing state" (literalmente "estado columpio", esto es, un estado en el que no domina claramente un partido sobre otro). Los habitantes han votado a los demócratas para presidentes desde 1976, durante mucho más tiempo que ningún otro estado. Sus votos electorales y los del Distrito de Columbia fueron los únicos que no ganó el presidente republicano Ronald Reagan. Sus votantes, en cambio, eligieron al antiguo vicepresidente y senador Walter Mondale, nativo de Minnesota. Él o Hubert Humphrey fueron los candidatos demócratas a presidente o vicepresidente en los comicios de 1964, 1968, 1976, 1980 y 1984.

## Cultura

### Arte y arquitectura
El área de las Ciudades Gemelas se considera la capital de las artes del Upper Midwest. Otros importantes centros artísticos son los Puertos Gemelos (Twin Ports: Duluth-Superior) y las ciudades de Madison y Milwaukee en Wisconsin. Existe una asistencia per cápita a espectáculos teatrales y musicales muy elevada, que algunos apuntan que puede deberse a los fríos inviernos, pero que de manera más realista, se le pueden atribuir a la gran cantidad de institutos, universidades, y a una economía generalmente fuerte, que proporciona un fuerte apoyo y una gran demanda de creaciones artísticas (en 2000, se vendieron 2,3 millones de entradas de teatro sólo en la región de las Ciudades Gemelas). Disponen de más butacas de teatro per cápita que cualquier otra ciudad estadounidenses, incluyendo a la ciudad de Nueva York.

### Cultura popular

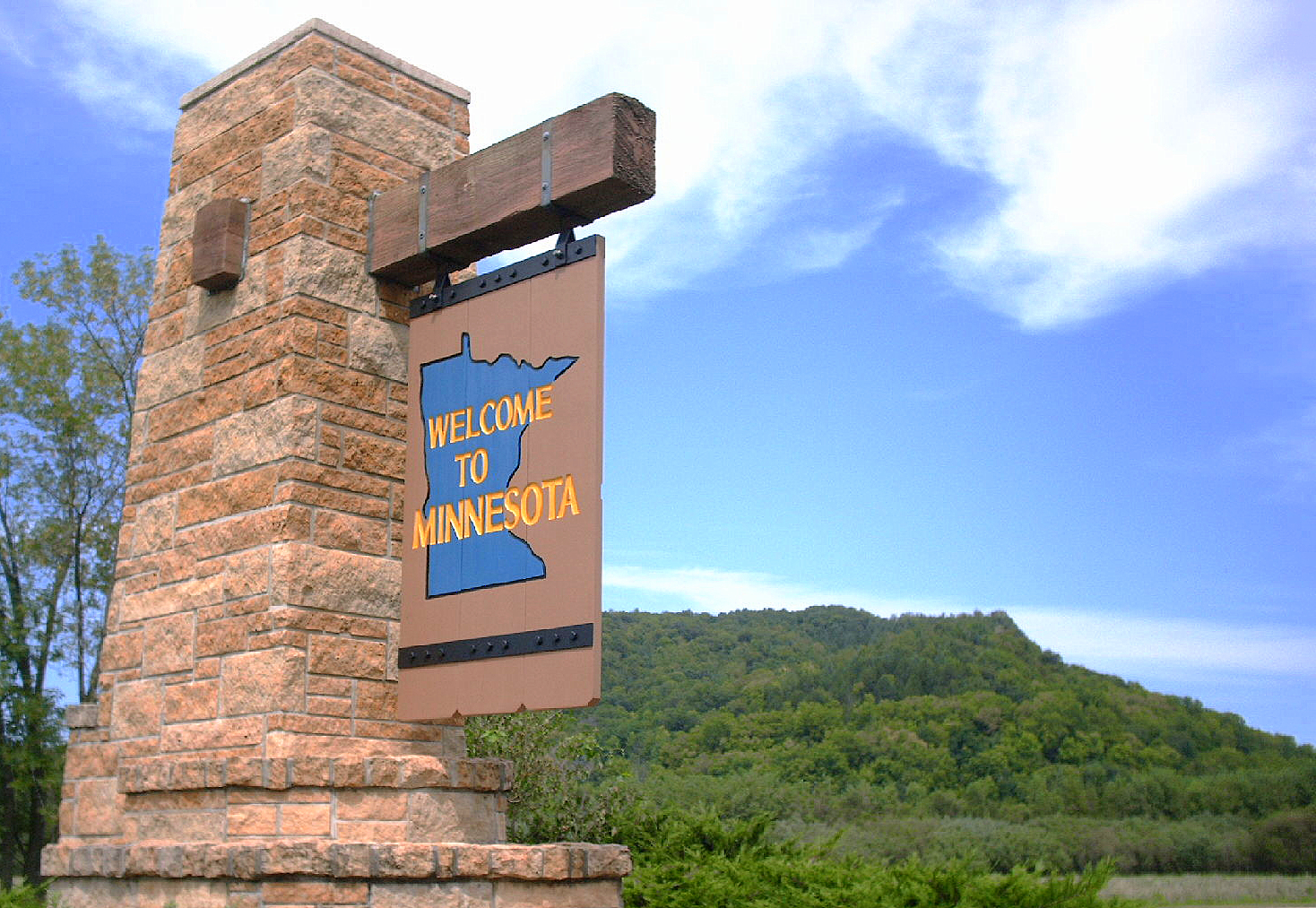
Cartel de bienvenida a Minnesota.

Sus trazos estereotípicos incluyen el luteranismo (un 26% de la población del estado se declara luterana), el "Minnesota Nice" (la población del Estado es conocida por su hospitalidad y cortesía hacia los forasteros), el "hot dish" (un término típico de Minnesota para la cazuela), el "lutefisk" (un preparado picante de pescado originario de Noruega y Escandinavia), una valoración de los lazos familiares y un fuerte sentido de comunidad, así como de la cultura compartida con muchos otros habitantes del Estado —en vez de sólo con una determinada ciudad.
El inglés del estado tiene un acento único, incluso diferente del acento de otros estados del área superior de la Región Centro-Oeste de Estados Unidos. A pesar de ser considerado único, muchos de sus habitantes niegan la presencia de un acento regional. Sin embargo, a causa del aumento de los inmigrantes en el estado, de otras regiones del país, muchos de los cuales venidos de la Costa Oeste, del área metropolitana de Chicago, y Nueva York, así como el crecimiento de la inmigración de hmong, vietnamitas, somalíes, liberianos, keniatas, nigerianos, rusos e hispanos, las diversas culturas del Estado están fusionándose gradualmente unas con otras, y cambiando la cultura estatal, como ya había ocurrido durante la segunda mitad del siglo XIX y comienzos del siglo XX, durante el periodo de gran inmigración europea en la región.
Los nativos americanos tienen una presencia moderada, y algunas tribus nativas americanas regentan casinos en reservas indígenas (que no cobran impuestos para los casinos). Inicialmente, el primer pueblo europeo en explorar y poblar Minnesota fue el francés, que fue seguido por el británico, irlandés, escandinavo y alemán. Los Métis —descendientes de europeos y de nativos americanos— tuvieron una presencia destacada en la región, durante los años en los que era un territorio. La mayoría de la población Métis migraría paulatinamente en dirección al norte, rumbo a Canadá, después de su elevación a la categoría de Estado, en 1858. Minnesota no está asociado con ningún alimento en particular, aunque en años recientes, platos tales como la wild rice sausage (salchicha de arroz silvestre) han conocido una cierta popularidad.
El estado ha sido receptor de inmigrantes, de todas las partes del mundo, en el pasado y en la actualidad. Además de los grupos ya mencionados arriba, otros grupos étnico-raciales considerables son los árabes, etnias de otros países de la antigua Unión Soviética, los chinos y los japoneses. Los mexicanos son una fuerza en crecimiento, como también lo son en el resto del país. A muchos inmigrantes modernos les atrae Minnesota por su reputación a causa de la prioridad que da a los servicios educativos y sociales. Muchos de estos inmigrantes vienen gracias al apoyo de varias congregaciones locales, volcadas hacia la prestación de asistencia social, y de justicia social.
Las actividades al aire libre son consideradas una parte importante de las vidas de muchos habitantes del estado. Tales actividades incluyen la caza y la pesca (cerca del 36% de los habitantes pescan habitualmente, solo por detrás de Alaska). Durante el invierno es bastante popular pescar en el hielo —costumbre traída por los primeros inmigrantes escandinavos. Las familias frecuentemente poseen o alquilan cabañas o se van de campamento a los parques forestales, generalmente cerca de los lagos. Son comunes las escapadas de fin de semana a tales propiedades, especialmente en verano.
Cuenta con 71 parques estatales. Al igual que otros estados de los bosques septentrionales, como Wisconsin y Míchigan, los habitantes comentan, en broma, que el mosquito es el pájaro del estado, a causa de su abundancia en esa área. En realidad, el pájaro del estado es el colimbo grande (Gavia immer), cuyo gruñido distintivo puede ser oído frecuentemente por campistas de la parte septentrional del estado, y en ocasiones hasta en lugares más al sur, como los lagos de Mineápolis.

### Deporte
En el estado de Minnesota se encuentran franquicias de las principales ligas americanas: en fútbol americano los Minnesota Vikings de la NFL desde 1961, Minnesota United en la MLS y que contará con estadio propio a partir de 2019 Allianz Field, Minnesota Twins de las Grandes Ligas de Béisbol desde 1961, en hockey sobre hielo los Minnesota Wild de la NHL desde 2000, y en baloncesto los Minnesota Timberwolves de la NBA desde 1989 y las Minnesota Lynx de la WNBA desde 1999.
Anteriormente jugaron allí entre otros los Mineápolis Marines / Red Jackets desde 1905 hasta 1930, los Duluth Kelleys / Eskimos de la NFL desde 1923 hasta 1927, los Mineápolis Lakers de la NBA desde 1947 hasta 1960, los Minnesota Kicks de la North American Soccer League desde 1976 hasta 1981, y los Minnesota North Stars de la NHL desde 1967 hasta 1993.
En cuanto a deporte universitario, los Minnesota Golden Gophers de fútbol americano han logrado 18 campeonatos de la Big Ten Conference, así como un Rose Bowl.
El club de golf de Hazeltine ha sido sede del Abierto de los Estados Unidos, el Abierto de los Estados Unidos Femenino, el Abierto de los Estados Unidos de Veteranos y el Campeonato de la PGA.

## Sociedad

### Educación

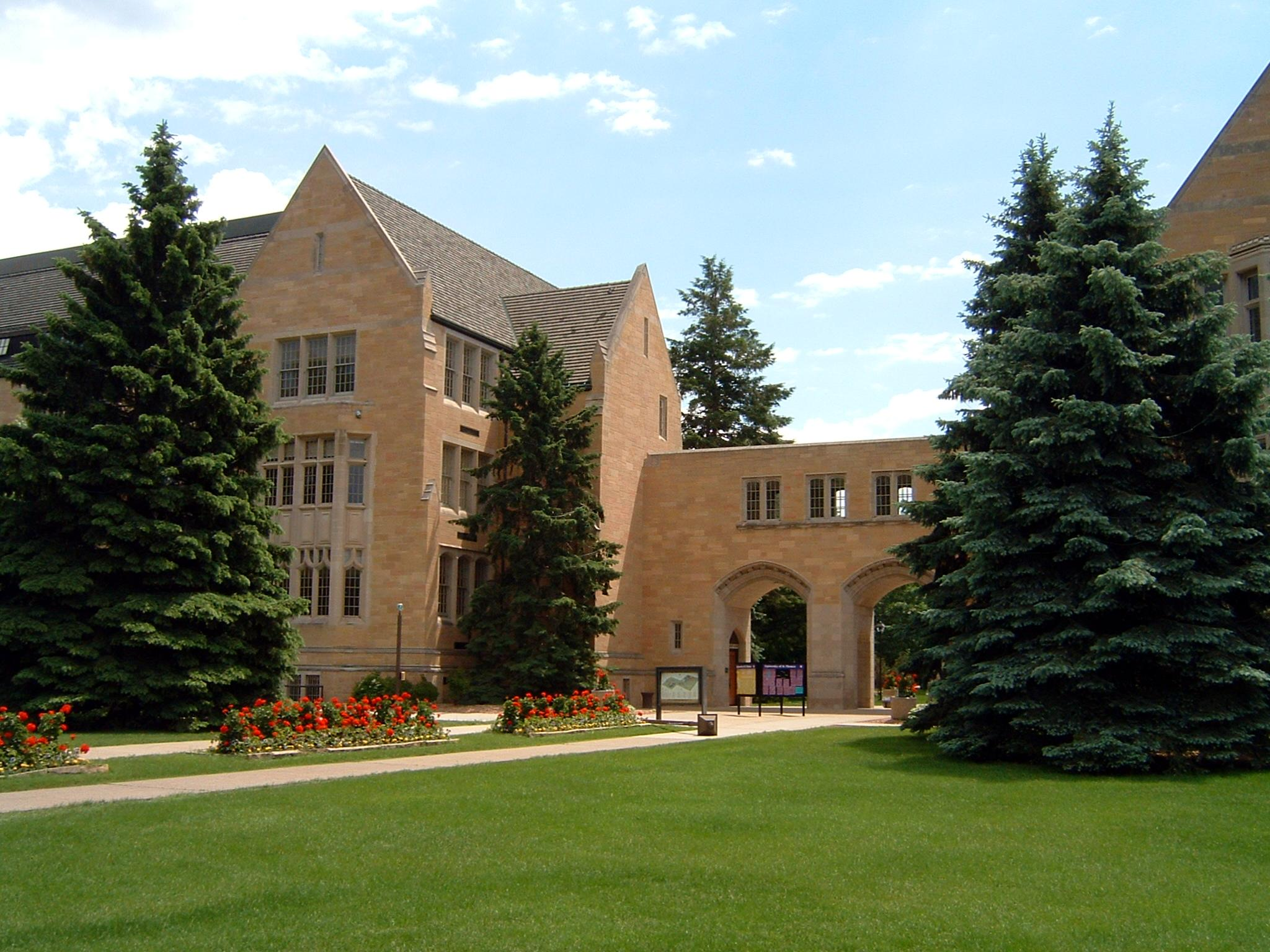
Vista de un campus de la Universidad St. Thomas, en Saint Paul.

Uno de los primeros actos de la Legislatura cuando abrió, en 1858, fue la creación de una escuela de profesores en Winona. Desde entonces, Minnesota ha permanecido entre los diez estados más fuertes en educación en la mayor parte de los estudios. Figura sexto en el Smartest State Award del año lectivo 2005-06, que realiza el grupo editorial Morgan Quitno y primero en el porcentaje de habitantes en posesión de un diploma bachiller o superior. Minnesota ha resistido movimientos en la educación como los bonos escolares y la enseñanza del diseño inteligente.
La primera escuela para niños de ascendencia europea en la región del actual Minnesota fue fundada en Fort St. Anthony, actual Fort Snelling. Posteriormente, fueron inauguradas diversas escuelas por los misioneros, algunas dedicadas a los nativos americanos y otras para la población de ascendencia europea. En 1849, el gobierno del territorio de Minnesota aprobó una ley que ordenaba la construcción de escuelas públicas en las comunidades en el territorio.
Actualmente, todas las instituciones educativas deben seguir ciertas reglas y patrones dictados por el Departamento de Educación de Minnesota. Este consejo controla directamente el sistema de escuelas públicas del Estado, que está dividido en varios distritos escolares. El consejo está liderado por un comisario, escogido por el gobernador con la aprobación del Senado. Cada ciudad principal (city), diversas ciudades secundarias (towns) y cada condado, constan al menos de un distrito escolar. En las ciudades, la responsabilidad de administrar las escuelas es del distrito escolar municipal, mientras que en las regiones menos densamente pobladas, esta responsabilidad corre a cargo de los distritos escolares que operen en el condado.
Minnesota permite la existencia de "escuelas chárter" —escuelas públicas independientes, que no son administradas por distritos escolares, pero que dependen de presupuestos públicos para su sustentación. No en vano, fue el primer estado de la unión en permitir la creación de escuelas de este género dentro de sus límites estatales. La escolarización es obligatoria para todos los niños y adolescentes de más de siete años de edad, hasta la conclusión de la educación secundaria o hasta los dieciséis años de edad.
En 1999, las escuelas públicas atendieron a cerca de 854 000 estudiantes, empleando aproximadamente a 56 000 profesores. Por su parte, las escuelas privadas atendieron a cerca de 92 800 estudiantes, empleando aproximadamente a 6500 profesores. El sistema de escuelas públicas del Estado utilizó cerca de 5816 millones de dólares, y el gasto de las escuelas públicas fue de aproximadamente 7200 dólares por estudiante.

#### Bibliotecas y universidades
Posee unas 360 bibliotecas públicas, que mueven anualmente cerca de 8,9 libros por habitante. El estado cuenta actualmente con 113 instituciones de educación superior, de las cuales 52 son públicas y 61 son privadas. El principal sistema de universidades públicas del Estado es las Universidades Estatales Facultades y Universidades Estatales son una organización educativa pública que controla otras 37 instituciones de educación superior con 375 000 estudiantes.
También está el Sistema de Universidades de Minnesota, que posee campus en cuatro ciudades diferentes: Crookston, Duluth, Morris y Mineápolis-St. Paul. El campus de Mineápolis-St. Paul —llamado oficialmente Universidad de Minnesota— fue la primera institución de educación superior del estado, habiendo sido fundada en 1851. Actualmente es la mayor del estado, y una de las mayores del país.

### Salud

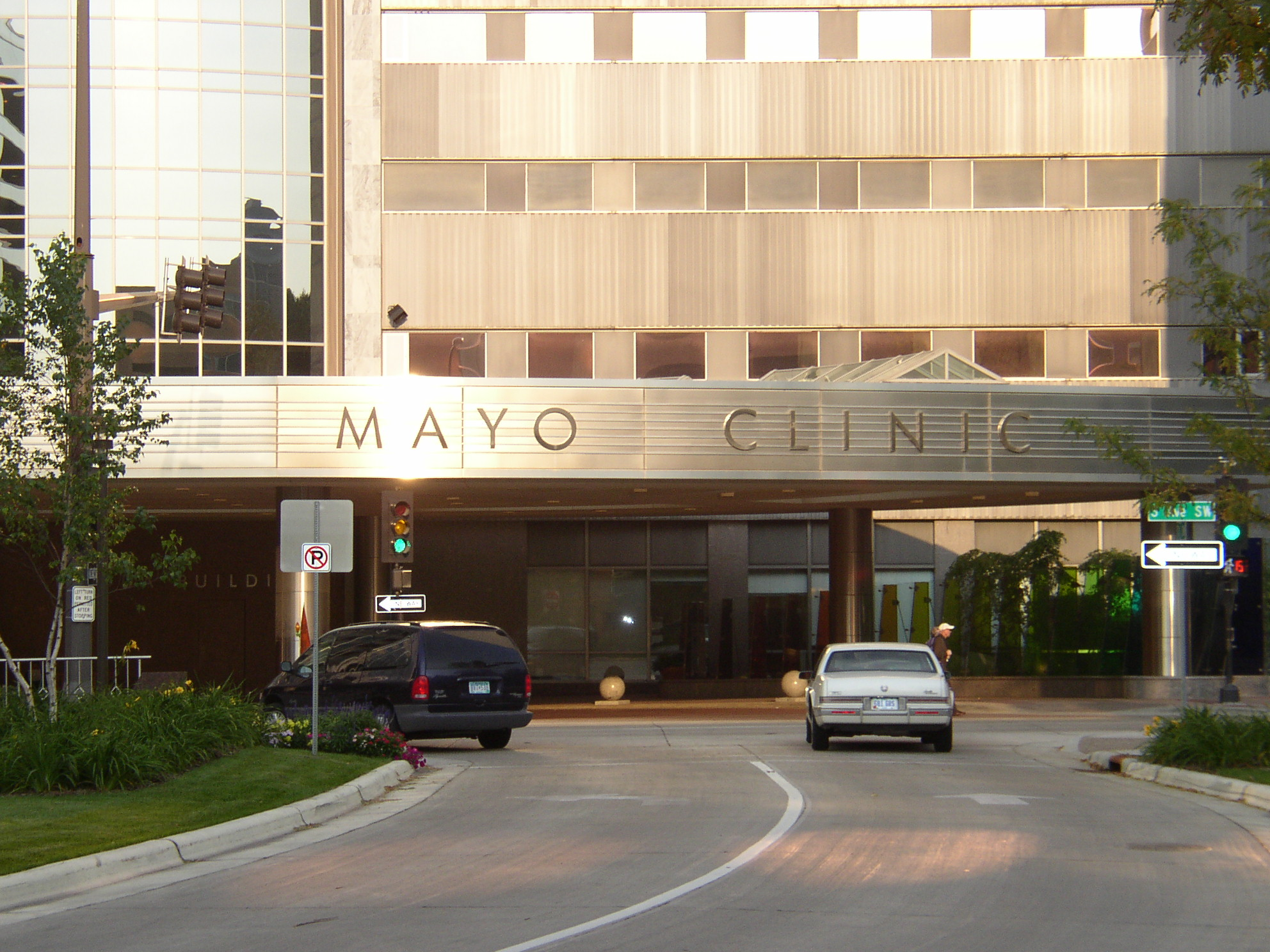
Entrada del Edificio Gonda de la Clínica Mayo de Minnesota.

El Colegio Médico de la Universidad de Minnesota es una institución de enseñanza de alto nivel que ha realizado grandes avances en el tratamiento de enfermedades, y sus actividades de investigación contribuyen significativamente a la creciente industria biotecnológica del estado. La prestigiosa Clínica Mayo tiene su sede en Rochester, Minnesota. Mayo y la Universidad son socios en la Minnesota Partnership for Biotechnology and Medical Genomics (Sociedad de Minnesota para la Biotecnología y la Genómica Médica), un programa financiado por el estado que dirige las investigaciones sobre el cáncer, la enfermedad de Alzheimer, las enfermedades de corazón, la obesidad, y otras áreas.
El estado clasifica primero en el porcentaje de residentes que practican ejercicio físico regularmente, y en segundo lugar en tres índices claves: baja mortalidad infantil; larga esperanza de vida y una baja tasa de mortalidad por 100.000 habitantes. Éstos y otras medidas han conducido a que un grupo clasificase a Minnesota como el estado más sano de la nación, y a otro para clasificarlo cuarto.

### Crimen y seguridad
Después de haber alcanzado un récord de 97 homicidios en 1995, la ciudad de Mineápolis se ganó un desagradable apodo a causa de la violencia: Murderapolis (literalmente "Ciudad de asesinos"). El término ganó un amplio uso desde que el New York Times lo utilizara cuando informó de que Mineápolis había superado la tasa de homicidio per cápita de la ciudad de Nueva York. La tasa de asesinatos se redujo en los años siguientes, aunque los residentes del área se muestran preocupados de que el uso del apodo vuelva a ser frecuente cuando haya un repunte de la violencia en la ciudad.

## Transportes

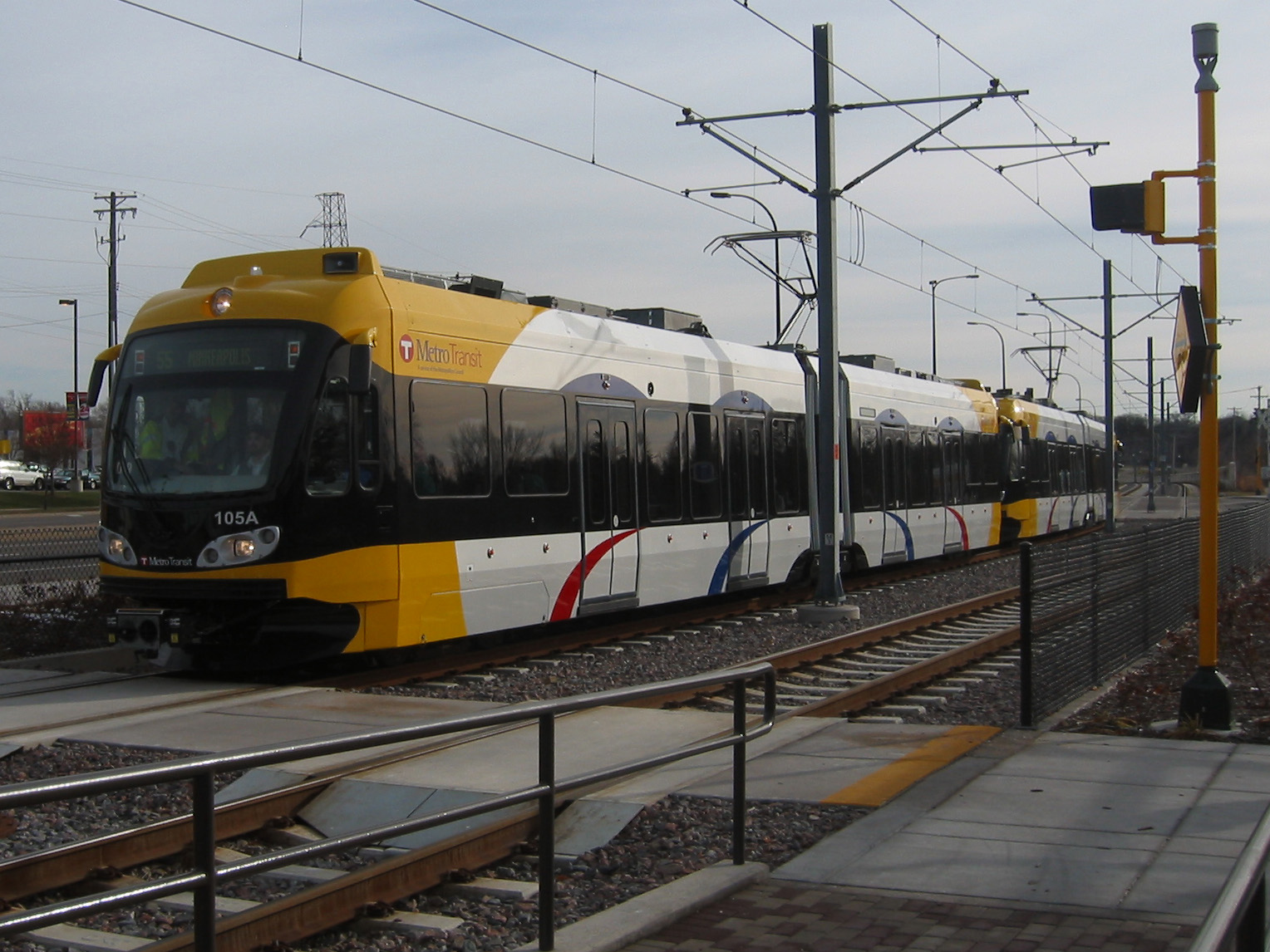
Tren ligero de Mineápolis.

El transporte es supervisado por el Departamento de Transporte de Minnesota. Las Autopistas Interestatales más importantes son la I-35, la I-90, y la I-94 (todas pasan completamente o alrededor del Área Metropolitana Mineápolis-St. Paul). El estado dispone de casi dos docenas de líneas de ferrocarril, la mayor parte de las cuales también pasan por el Área Mineapolis-St. Paul. El transporte marítimo se centra principalmente en el río Misisipi y los puertos a lo largo del lago Superior, en el norte.
El principal aeropuerto es el Mineápolis-Saint Paul (MSP), que también es la sede y el centro neurálgico de pasajeros y flota de las Northwest Airlines. También es un centro importante de las Sun Country Airlines.
El transporte público se limita a varias líneas de autobús en las mayores ciudades así como un tren ligero en el Área Mineápolis-St. Paul.
En 2002, Minnesota disponía de 7342 kilómetros de vías férreas. En 2003, el estado tenía 212.261 kilómetros de vías públicas, de las cuales 1468 kilómetros eran autopistas interestatales, parte del sistema federal de autopistas de Estados Unidos. El Estado también posee cerca de 3200 kilómetros de vías hídricas.

## Medios de comunicación

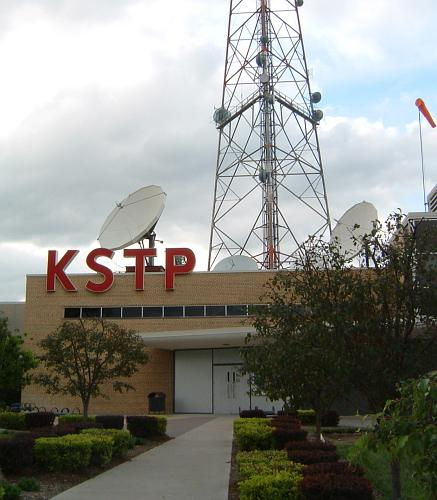
Vista de una estación de radio/TV de Minnesota.

El área de las Ciudades Gemelas es el 15.º mayor mercado de medios de comunicación de los Estados Unidos en la clasificación de la Nielsen Media Research. Los otros mercados de medios de comunicación del estado situados entre los 210 primeros en 2006 fueron Fargo-Moorhead (118.º), Duluth-Superior (137.º), Rochester-Mason City-Austin (152.º), y Mankato (200.º).
La historia de la televisión en Minnesota, y en el Upper Midwest, comienza el 27 de abril de 1948, fecha en que comienza a emitir la KSTP-TV. La Hubbard Broadcasting Corporation, propietaria de la KSTP, es ahora la única compañía de televisión. Actualmente, existen 39 emisoras de radio analógicas y 23 canales digitales que emiten por todo el estado.
En el área metropolitana de las Ciudades Gemelas se publican los dos periódicos con mayor tirada del estado: el Star Tribune en Mineápolis y el Saint Paul Pioneer Press. También se publican varias publicaciones semanales y mensuales (la mayor parte de las cuales se financian mediante la publicidad). Entre ellos se destacaban City Pages (cerró en 2020) y The Rake (2002-2008).
Dos de las mayores cadenas de radio públicas están basadas en el estado, la Minnesota Public Radio (MPR) y la Public Radio International (PRI). La MPR tiene la mayor audiencia de entre las cadenas de radio públicas regionales, mientras que la PRI proporciona más de 400 horas de programación a sus filiales a lo alto y ancho del país.

## Símbolos del estado
| Símbolo                          |                                                                                               |
| -------------------------------- | --------------------------------------------------------------------------------------------- |
| Pájaro                           | Colimbo grande                                                                                |
| Mariposa                         | Monarca                                                                                       |
| Bebida                           | Leche                                                                                         |
| Pez                              | Walleye                                                                                       |
| Flor                             | Gran zapatilla de dama                                                                        |
| Fruta                            | Manzana Honeycrisp (desarrollada en la Universidad de Minnesota)                              |
| Gema                             | Ágata                                                                                         |
| Grano                            | Arroz salvaje americano                                                                       |
| Lema del territorio (real)       | Quo sursum velo videre ("Cubro para ver lo que está encima" sería la traducción más correcta) |
| Lema del territorio (pretendido) | Quae sursum volo videre ("Quiero ver lo que está más allá")                                   |
| Lema                             | L'Étoile du Nord ("Estrella del Norte")                                                       |
| Muffin                           | Blueberry                                                                                     |
| Seta                             | Colmenilla                                                                                    |
| Fotografía                       | Grace                                                                                         |
| Reptil                           | Tortuga de Blanding                                                                           |
| Canción                          | "Hail! Minnesota"                                                                             |
| Árbol                            | Pino rojo americano                                                                           |
| Apodos                           | "Land of 10,000 Lakes"                                                                        |
|                                  | "North Star State"                                                                            |
|                                  | "Gopher State"                                                                                |
|                                  | "Land of Sky-Blue Waters"                                                                     |
| "State of Hockey"                | "Bread and Butter State"                                                                      |